# أسوار مراكش
أسوار مراكش هي مجموعة من الأسوار الدفاعية التي تحيط بمناطق المدينة القديمة في مراكش، المغرب. شيدت الأسوار أول مرة أوائل القرن الثاني عشر الميلادي من قبل سلالة المرابطين التي أسست الدولة المرابطية عام 1070 م وجعلت من مراكش عاصمةً لها، ومنذ ذلك الحين، وُسِّعَت الأسوار عدة مرات بإضافة قصبة مراكش إلى الجنوب في نهاية القرن الثالث عشر الميلادي وتم توسيع الأسوار ومدّها لاحقًا لتشمل الحي المحيط بزاوية سيدي بلعباس، وتعد أسوار مدينة مراكش من أجمل وأروع معالمها التاريخية، حيث تشكل حصنا تاريخيا يعكس عراقة وتراث مدينة مراكش العريقة. بنيت هذه الاسوار  كوسيلة للحماية والدفاع، ولكنها اليوم تشكل جزءا لا يتجزأ من جاذبية وسحر مدينة النخيل،  وهو ما يجعل منها وجهة سياحية عالمية حيث يتوافد الملايين من السياح الأجانب والمغاربة لزيارتها سنويا.
بُنيت معظم أبواب مراكش مع تشييد الدولة المرابطية للأسوار الأساسية للمدينة، فيما تم تعديل معظمها لاحقاً وإضافة أبواب للأسوار في فترات لاحقة، عندما قام الموحدون بإنشاء القصبة، والتي هي أيضاً وُسعت وأعيد العمل عليها في فترات مختلفة.

## نبذة تاريخية

مخطط جدران مراكش اليوم

### دولة المرابطين

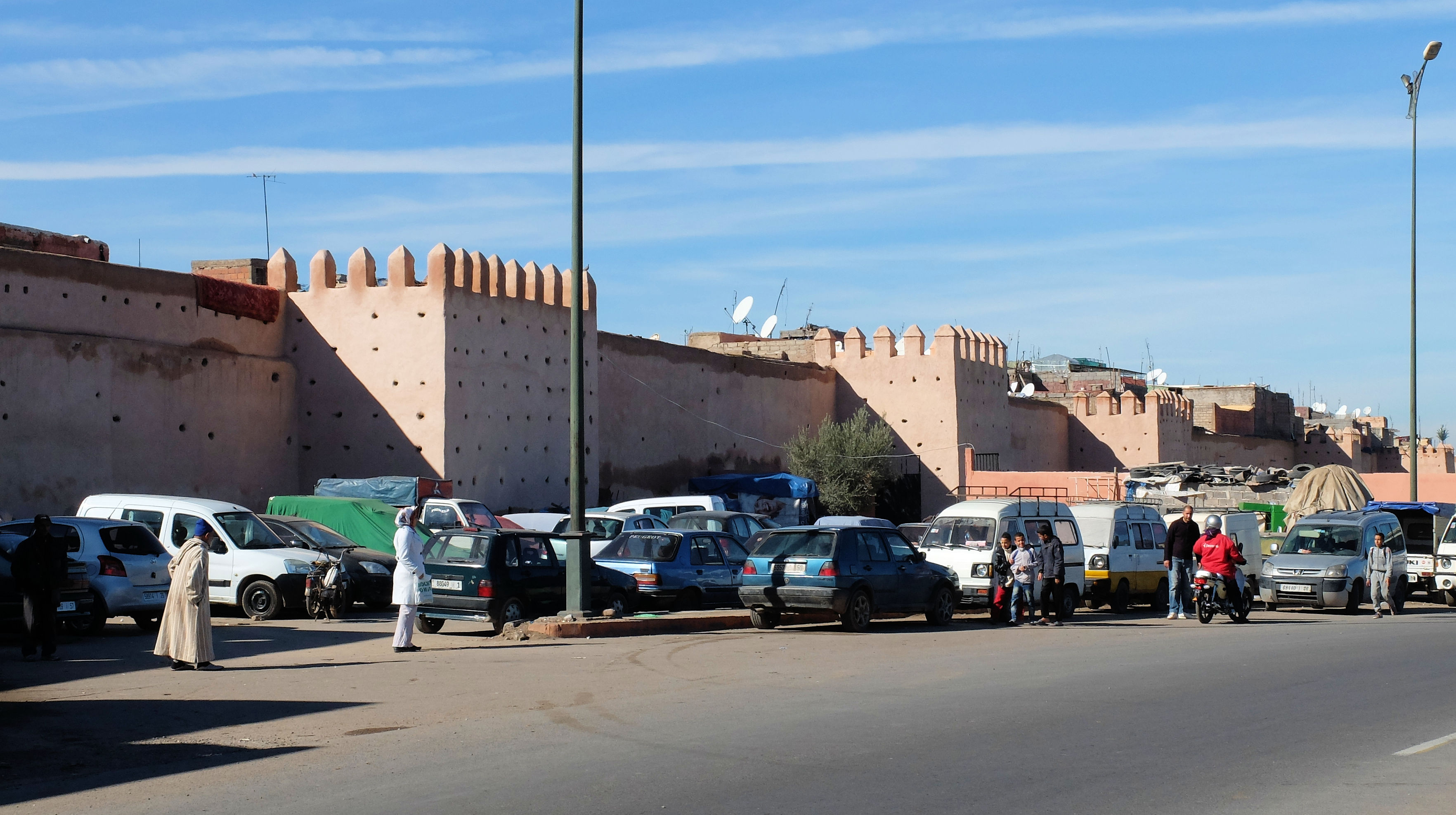
أسوار المدينة الشرقية بالقرب من باب الدباغ

تأسست مدينة مراكش في عام 1070 على يد الزعيم الأول للمرابطين أبو بكر بن عمر حيث لم يكن سوى حصن وحيد للمدينة هو قصر الحجار الذي بناه أبو بكر لحماية الخزانة وقد كان يقع في جوار مسجد الكتبية في الجزء الغربي من المدينة حيث كان الجزء الأهم في ذاك الوقت. من المُرجح أن تكون هذه المدينة قد أنشئت على أرضٍ شبيهة بالمربع ويفترض أن يكون لها عدّة بوابات، ويعتقد أنّ البوابة الغربية مُقابلة لبوابة المخزن في أسوار المدينة وقد كشفت أحفوريات القرن العشرين أن الجانب الجنوبي من القلعة كان بطول 218 متر حيث تدل ضخامة البناء على مكانة الإمبراطوية الكبيرة.
في عام 1126 قام زعيم المرابطين علي بن يوسف بإحاطة المدينة بدائرة من الأسوار، ومن المحتمل أن يكون السبب وراء هذا القرار هو الخوف من التهديدات القادمة من دولة الموحدين، وبحسب ما ورد فقد كان قاضي قرطبة الوليد بن رشد هو من أقنع أمير المرابطين آنذاك ببناء الأسوار. كما تزعم المصادر بأن البناء استمر فقط ثمانية أشهر بتكلفة 70.000 دينار ذهبي وقد تم تحديد مسار الجدران بالحبال إضافة إلى الاستعانة بالمنجمين لمعرفة أفضل وقت للبدء بالبناء.
إلى اليوم لا زال الكثير من أسوار مدينة مراكش من الجدران الأصلية التي بناها المرابطون رغم وجود اختلافات واضحة في الجزء الجنوبي والشمالي، وقد شكلت المنطقة المُسورة شكلاً غير منتظماً من المرجح أن يكون السبب وراء ذلك وجود بعض المواقع الدينية والمقابر أو لقرارات اتخذت فجأة لتضمين مساحات أكثر في المدينة، العديد من البوابات الرئيسة تعود إلى تلك الفترة على الأقل في مواقعها إن لم يكن في أشكالها وأسمائِها الحالية، بنيت هذه البوابات في اتجاه عقارب الساعة بدأً من الشمال الشرقي: باب فاس (المعروف لاحقًا باسم باب الخميس)، باب الدباغ، باب أيلان، باب أغمات، باب ينتان، باب الصليحة، باب نفيس، باب الشريعة، باب المخزن، باب العريسة (المعروف أيضًا باسم باب الراحة)، باب مصوفة، وباب تغزوت.
```
اختفت أربعة من هذه البوابات هي: باب الشريعة، وباب المصوفة، وباب ينتان، وباب الصليحة، وهي معروفة فقط من النصوص التاريخية أو من الأدلة المادية الأثرية.
```

### دولة الموحدين
في عام 1147 تعرضت مراكش للغزو من قبل حاكم الدولة الموحدية عبد المؤمن وقيل أنه دمر العديد من المعالم التي بنتها الدولة المرابطية خاصةً المساجد لكن قصر الحجار وقصر علي بن يوسف استُخدموا كمقر لحكام الدولة الموحدية.
في عصر الخليفة الموحدي يعقوب المنصور (1148-1199) بدأ تنفيذ مشروع بغرض إنشاء منطقة ملكية جديدة «القصبة» بهدف النمو السريع للمدينة والحاجات المتزايدة لمساحة أكبر وقد كانت المنطقة الجديدة مرتبطة بالجزء الجنوبي من المدينة، ويعتقد أن الحاكم الموحدي كان يريد الإقتداء بالحكام المسلمين الذين بنوا أماكن منفصلة ليحكموا منها مثل مدينة الزهراء الذي بناه الأمويون بالقرب من قرطبة وسامراء التي بناها العباسيين في العراق، وقد انتهى بناء القصبة بعد خمس سنين من البدء أي في عام 1190.

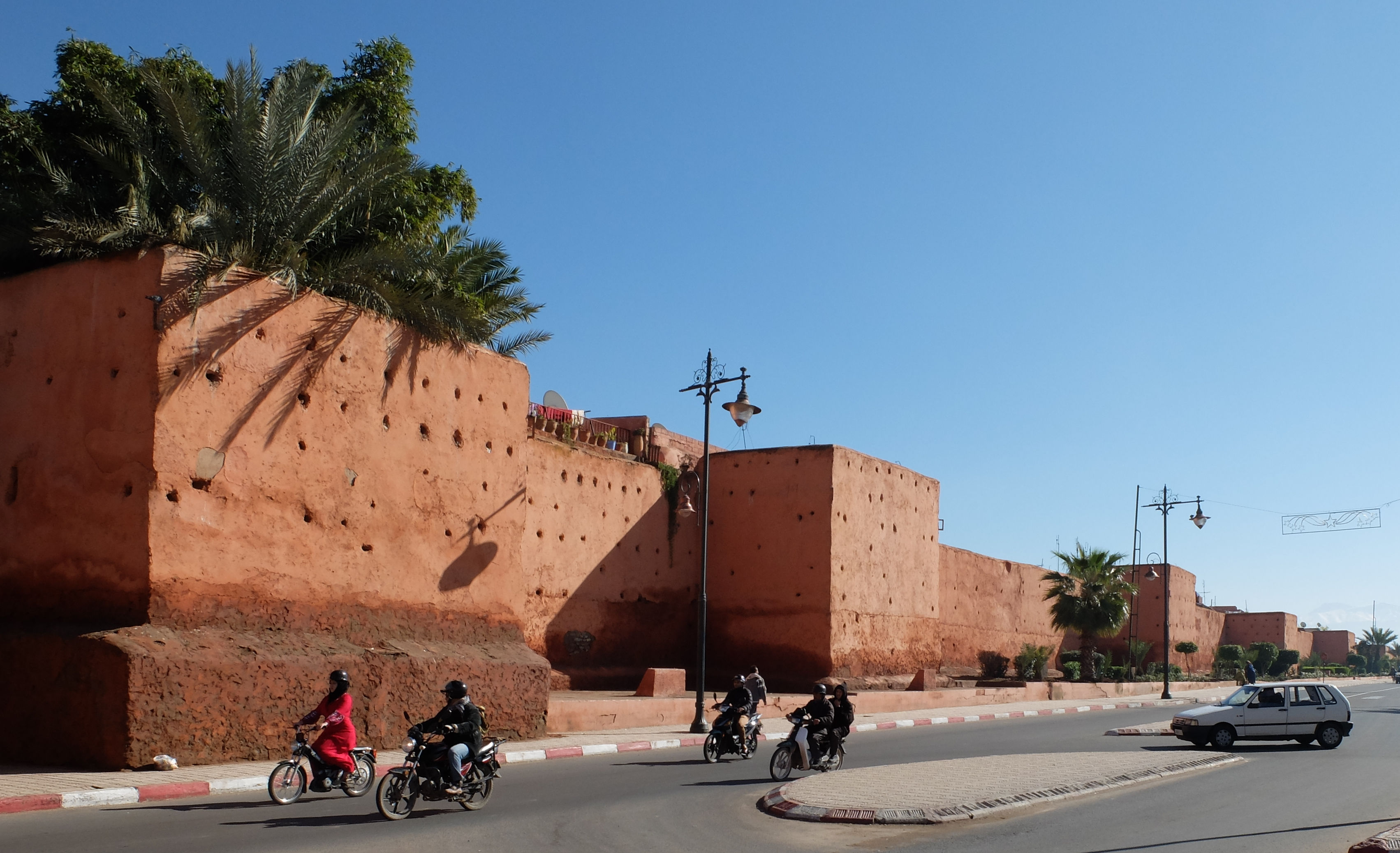
الأسوار الخارجية للقصبة، جنوب باب أغناو

في الغالب فإن الجزء الغربي والجنوبي للقصبة اليوم يعود لأيام الدولة الموحدية، يمكن الوصول إلى القصبة من خلال الأسوار بالقرب من باب الرب (باب النفيس)، كما أنشئ الموحدون حدائق واسعة تحيط بالجدران مثل حدائق أكدال التي كانت في جنوب الجدران

### الدولة السعدية وفترة العلويين

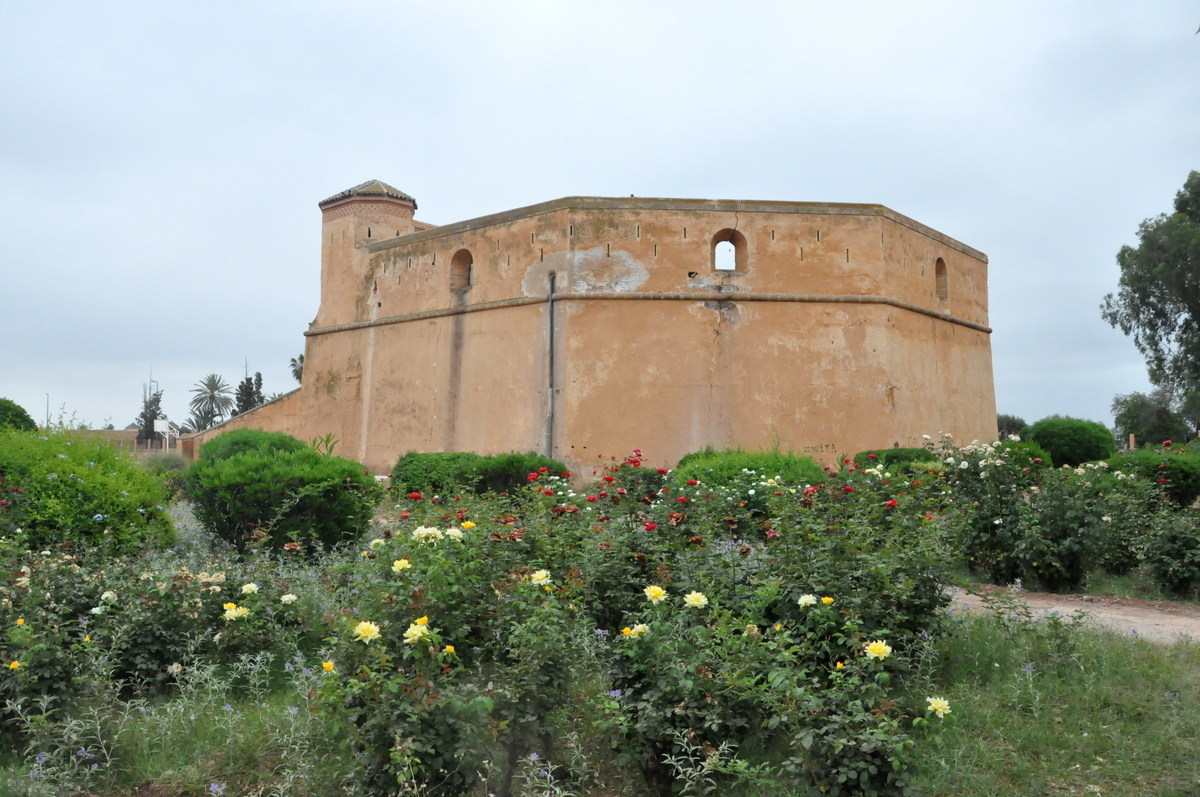
حصن من القرن التاسع عشر بناه السلطان محمد بن عبد الرحمن لحماية الجناح الغربي من حدائق أكدال

بعد زوال الدولة الموحدية تراجعت مكانة مدينة مراكش ككل حيث نقلت الدولة المرينية العاصمة إلى مدينة فاس مع تنفيذ بعض التطويرات لمدينة مراكش التي لم تشهد العودة إليها إلا في عصر الدولة السعدية(من القرن السادس عشر إلى أوائل القرن السابع عشر) حيث قام السعديون بتجديد القصبة وتوسيعها من الشمال إضافة لبناء بعض القصور مثل قصر البادي، قام السلطان مولاي عبدالله غالب بتوسيع الخط الشرقي للمدينة من خلال نقل السكان اليهود لمنطقة ملاح الجديدة الواقعة على الجزء الشرقي من القصر الملكي كما قام السلطان أحمد المنصور بتجديد حدائق أكدال ليحافظ على هذا النسيج الضخم داخل الأسوار في الجزء الجنوبي من المدينة.
قام السعديون مع حلفائهم العلويون بتوسيع مجمع الزاوية والمسجد حول مقام سيدي بلعباس الواقع خارج البوابة الشمالية للمدينة، وبسب اعتبار سيدي بلعاس قديساً لمراكش فقد جذب العديد من المستوطنين إلى المنطقة ما أدى إلى ازدهار الحي خارج أسوار المدينة.
تم في عهد السلطان العلوي محمد بن عبد لله تمديد أسوار المدينة لتشمل هذا الحي كنقطة شمالية جديدة للمدينة وهذا كان آخر تعديل رئيسي لجدران المدينة.
هناك أعمال أُخرى تُنسب إلى السلاطين العلويين حيث يضاف للسلطان محمد بن عبد لله إعادة إعمار دار المخزن بعد سنوات من الإهمال وتوسيع الجزء الجنوبي لاستيعاب حدائق جديدة وسلسلة من المربعات المسورة المعروفة باسم (مشوار/فناء للقصر الملكي) وقد تم بناء العديد من البوابات لتنظيم هذه الملاحق الجنوبية الجديدة.
أعاد السلطان محمد بن عبد الرحمن بناء الجدار الغربي وأضاف حصناً يسمى «سقلات المرابط» للدفاع عن هذا الجزء من الأسوار.

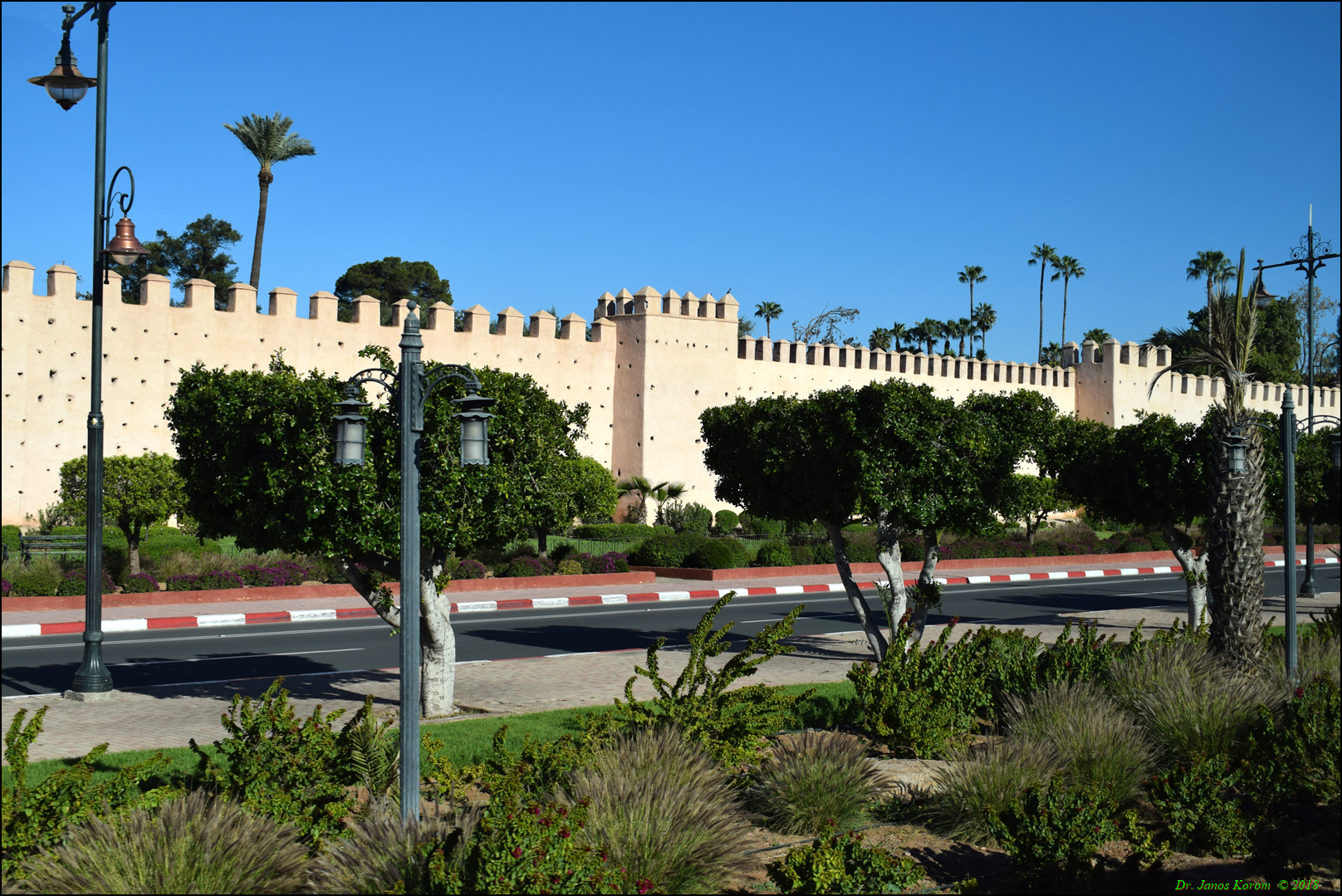
مثال على قسم جيد الصيانة من جدران المدينة

## تصميم ووصف الأسوار
تتميز الجدران ببناء منتظم إلى حد ما يعتبر بناء مغربي وأندلسي نموذجي في القرون الوسطى ، ويبلغ ارتفاع الأسوار ما بين 6 و8 أمتار، ويتم تحصينها كل 25 إلى 30 مترًا بواسطة أبراج مربعة أو زوايا محصنة. يتراوح سمك الجدران بين 1.4 و2 متر، بينما يتراوح سمك الأبراج بين 8 و 14 متر. في الأصل كانت الجدران تعلوها مسار ضيق (مسيرة حائطية [الإنجليزية]) كانت محميّة بزينة الشرفة مع الثلمات، على الرغم من اختفاء العديد منها منذ ذلك الحين. هناك أدلة على أن الجدران كانت محاطة أصلاً بخندق، على الرغم من أن هذا ربما لم يلعب دورًا دفاعيًا كبيرًا.

## طرق البناء والصيانة

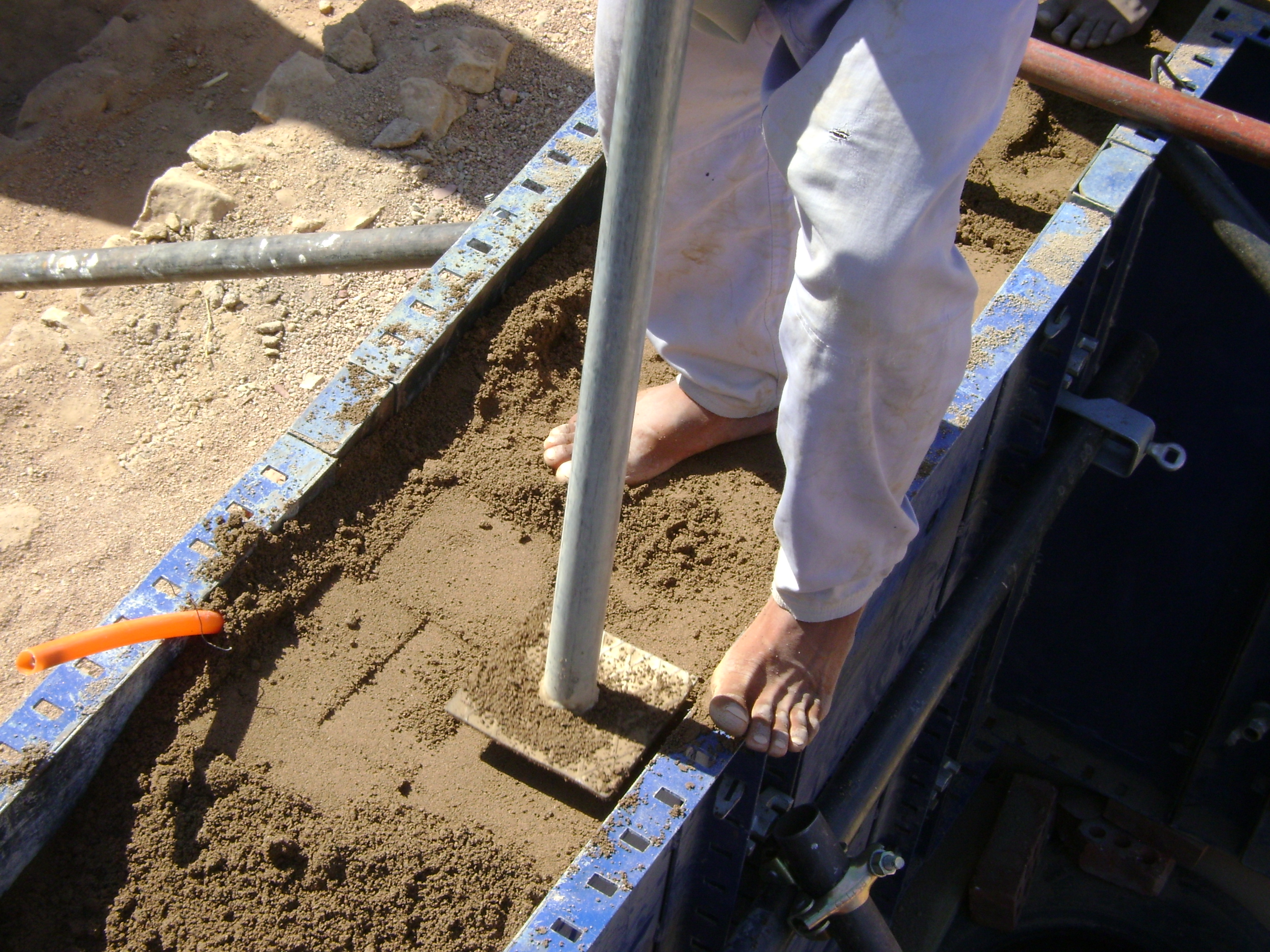
مثال عام على التربة المدكوكة الذي تم بناؤه (مع المعدن بدلاً من السقالات الخشبية)

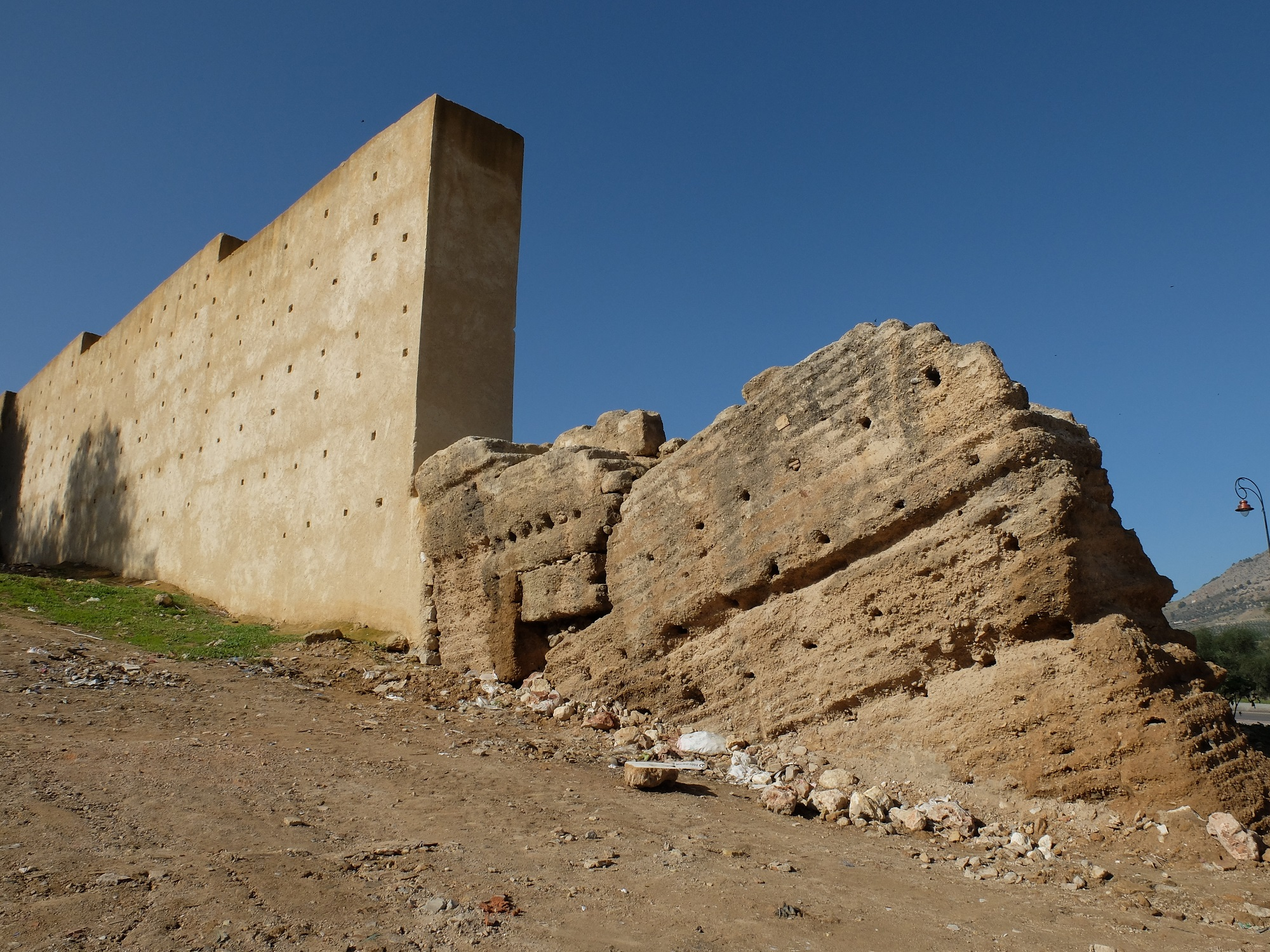
مثال على جدار مرمم (على اليسار) وجدار غير مرمم (على اليمين) في مدينة فاس

بُنيت جُدران مراكش مثل جدران فاس ومعظم المدن التاريخيّة في المغرب، حيث تم بِناءَه على تربة مدكوكة، والتي تعد تقنيّة بناء قديمة وجدت في الشرق الأدنى وأفريقيا وما وراءها،  تُعرف أيضًا باسم «pisé» (من الفرنسية) أو «تابيا» (من العربية)، والتي استفادت بشكل عام من المواد المحلية واستخدمت على نطاق واسع بفضل تكلفتها المنخفضة وكفاءتها النسبية. وتتكون هذه المادة من الطين والتربة ذات الاتساق المتفاوت (كل شيء من صلصال الطين إلى التربة الصخرية) وعادةً ما يتم خلطها مع مواد أخرى مثل القش أو الجير للمساعدة في الالتصاق. كما أن إِضافة الجير جعل الجُدران أكثرَ صلابةً وأكثرَ مقاومةً بشكل عام، على الرغم من أن هذا اختلف محليًا، حيث كانت بعض المناطق تحتوي على تربة صلبة بشكل جيد من تلقاء نفسها، بينما لم يتوفر ذلك في مناطق أخرى، فعلى سبيل المثال، جدران مراكش تحتوي على ما يصل إلى 17٪ من الجير، بينما تحتوي جدران فاس ومكناس المجاورة على ما يصل إلى 47٪. ولا تزال هذه التقنيّة قيد الاستخدام اليوم، على الرغم من أن تكوين ونسبة هذه المواد استمرت في التغيّر بمرور الوقت، حيث أصبحت بعض المواد (مثل الطين) أكثر تكلفة نسبيًا من غيرها (مثل الحصى).
ُبنيت الجدران من القاع إلى أعلى مستوى في كل مرة، وقام العمال بضغط وحزم المواد في أقسام تتراوح طولها بين 50 و70 سم، وكانت كل واحدة منها ممسكة بالألواح الخشبية مؤقّتاً، وبمجرد تسوية المواد، يمكن إزالة القيود الخشبية وتكرار العملية على أعلى المستوى الذي سبق إنجازه. هذه العملية من السقالات الخشبية الأوليّة كثيرا ما تترك آثاراً في شكل صفوف متعددة من الثقوب الصّغيرة مرئية عبر وجه الجدران. وفي العديد من الحالات كانت الجدران مغطّاة بطلاء من الجير أو الجص، أو مواد أخرى لإعطائها سطحاً ناعماً ولحماية البنية الرئيسيّة بشكلٍ أفضل.
يتطلب هذا النوع من البناء صيانة متسقة، حيث أن المواد قابلة للاختراق نسبيًا، وتتآكل بسهولة أكبر بسبب المطر بمرور الوقت، وفي أجزاء من المغرب، (خاصة بالقرب من الصحراء)، يمكن أن تبدأ القصبات والهياكل الأخرى المصنوعة بتركيبة أقل متانة (والتي تفتقر عادةً إلى الجير) في الإنهيار في أقل من عقدين بعد التخلي عنها. وعلى هذا النحو، تبقى الهياكل القديمة من هذا النوع سليمة فقط بقدر ما يتم ترميمها باستمرار؛ وقد تبدو بعض امتدادات الحائط اليوم جديدة تمامًا بسبب الصيانة الدورية، بينما ينهار البعض الآخر.

## أبواب المدينة

### الأبواب الأساسية التاريخية للمدينة
فيما يلي الأبواب الرئيسية للمدينة القديمة (الحومة القديمة) (المدينة المسورة دون اعتبار القصبة إلى الجنوب). الأبواب موصوفة فيما يلي على الترتيب، بدءا من الشمال الشرقي باتجاه عقارب الساعة.

#### باب الخميس
يوجد هذا الباب في الزاوية الشمالية الشرقية للمدينة ويعود تاريخه إلى فترة حكم المرابطين. كان هذا الباب يعرف في الأصل كباب فاس (أو بوابة فاس) نظرا لوجوده باتجاه مدينة فاس ولكن هذا الاسم اندثر خلال عهد الدولة المرينية. يشير الاسم الحالي إلى السوق المفتوحة التي كانت تقام كل خميس. في الوقت الحالي تقام السوق يوميا خارج الباب، بينما أقيمت سوق سوق للسلع المستعملة على بعد مئات الأمتار إلى الشمال. يوجد خارج الباب مباشرة مقام يضم قبر أحد الأولياء المرابطين.
المدخل الخارجي للباب محاط من الجانبين ببرجين مربعين. كان الممر داخل الباب مؤلفا من ممر معوج مع زاوية قائمة، بحيث يدخل الشخص الباب من الشمال ويخرج إلى المدينة باتجاه الغرب. تقول الأسطورة أن يوسف بن تاشفين أحضر دفات الباب من إسبانيا بعد فتحها. خلال عصر الموحدين، وسعت البوابة وأضيف ثلاث زوايا قائمة إلى الممر بحيث يخرج الشخص باتجاه الجنوب. أعطى هذا التغيير شكلا للبوابة وتصميما مشابهين للبوابات الأخرى التي أنشأها الموحدون مثل باب الرواح في الرباط. يمكن مشاهدة معالم المخرج الأصلي للباب في حائطه الغربي الداخلي. خضع الباب لترميم كبير عام 1803-1804 خلال عهد مولاي سليمان، ورصع بكتابة على الرخام في الداخل. خلال القرن العشرين، أزيل الباب الداخلي في ممر البوابة لإتاحة المرور بشكل مستقيم بهدف تخفيف الازدحام المروري، وهذا أوجد الشكل النهائي للباب.

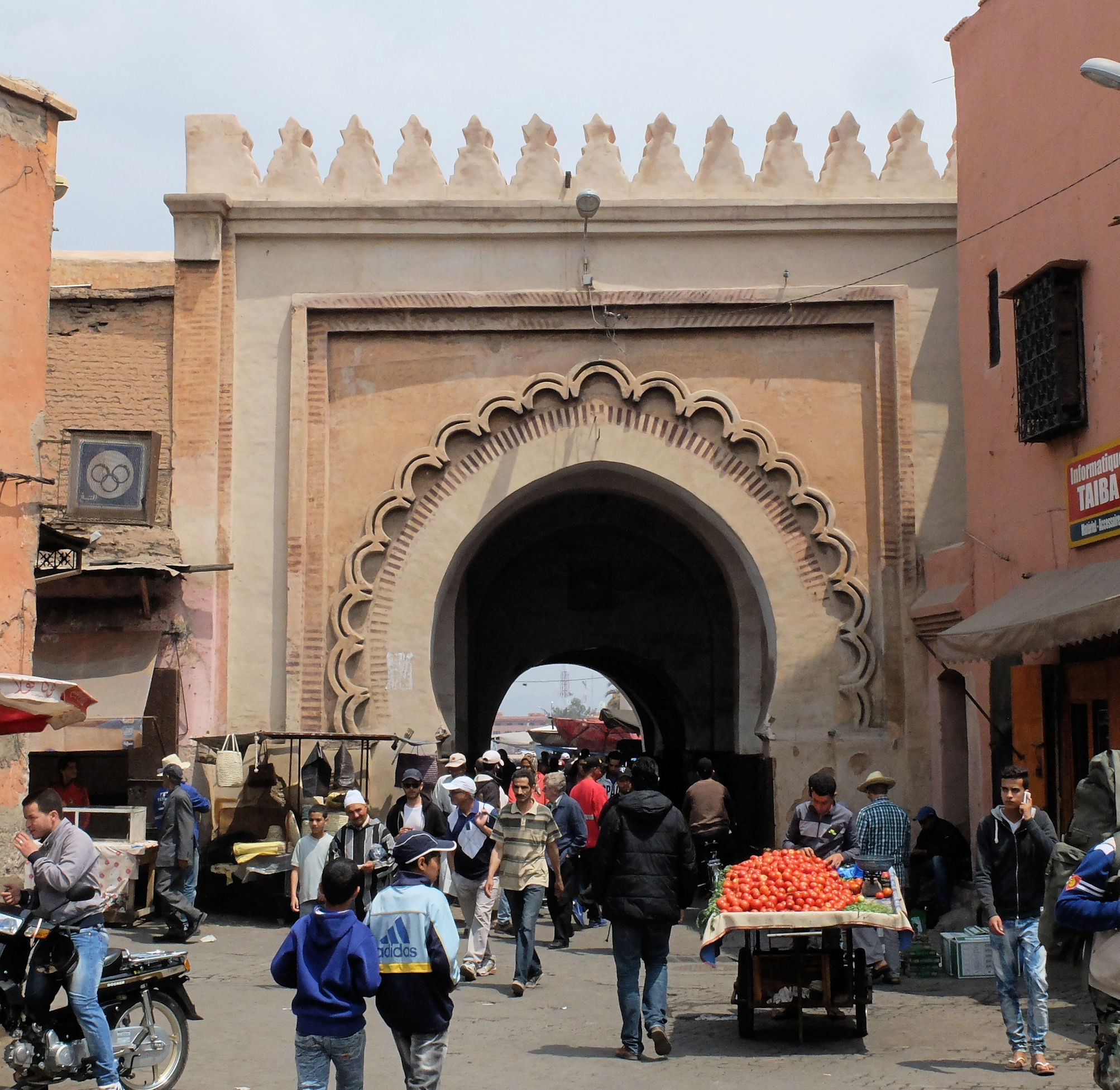
الواجهة الداخلية (الجنوبية) لباب الخميس
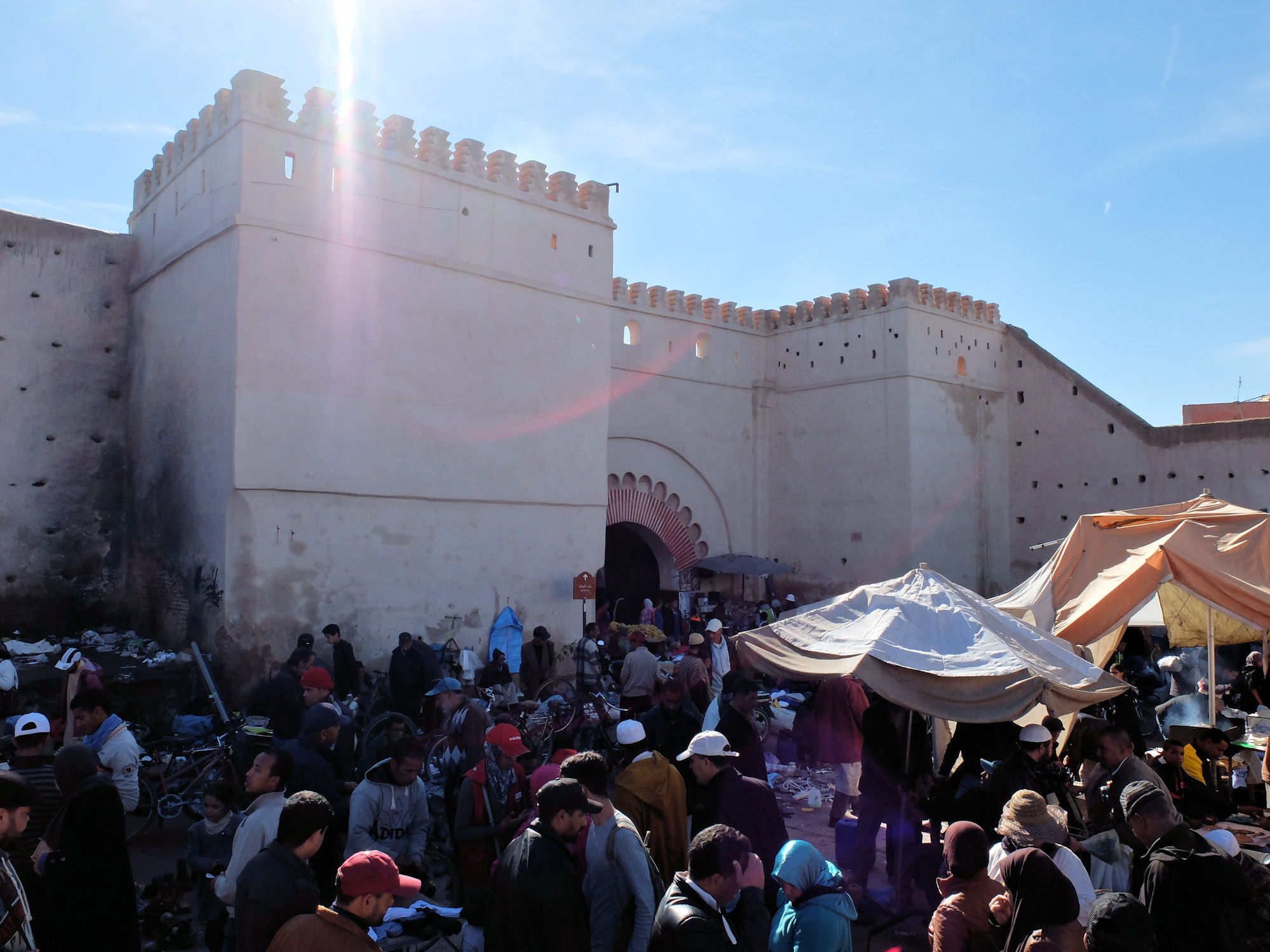
الواجهة الخارجية (الشمالية) لباب الخميس

#### باب الدباغين
باب الدباغين أو باب الدباغ هو أحد بابين يقعان على الجهة الشرقية من السور، ويعود تاريخه إلى عهد المرابطين. أخذ اسمه بسبب قربه من ورش دباغة الجلود التي يرجع عهدها إلى الدولة المرابطية. تصميم هذا الباب هو الأعقد من بين كل الأبواب، حيث يدور الممر داخل البوابة خمس مرات بشكل يشبه حرف S اللاتيني، مارا ببُهِيّ مفتوحة وغرفة مغلقة. في الزاوية الشرقية يوجد درج يقود إلى سطح الباب (البرج). يعتقد المؤرخون أن القسم الأوسط للبوابة هو الوحيد الذي ينتمي إلى الهيكل الأصلي للبوابة (من زمن المرابطين)، وأن الموحدين أضافوا البهوين الخارجيين. بناء على ذلك، الشكل الأصلي للبوابة كان يقتصر على ممر منحنٍ (زاوية واحدة من تسعين درجة).

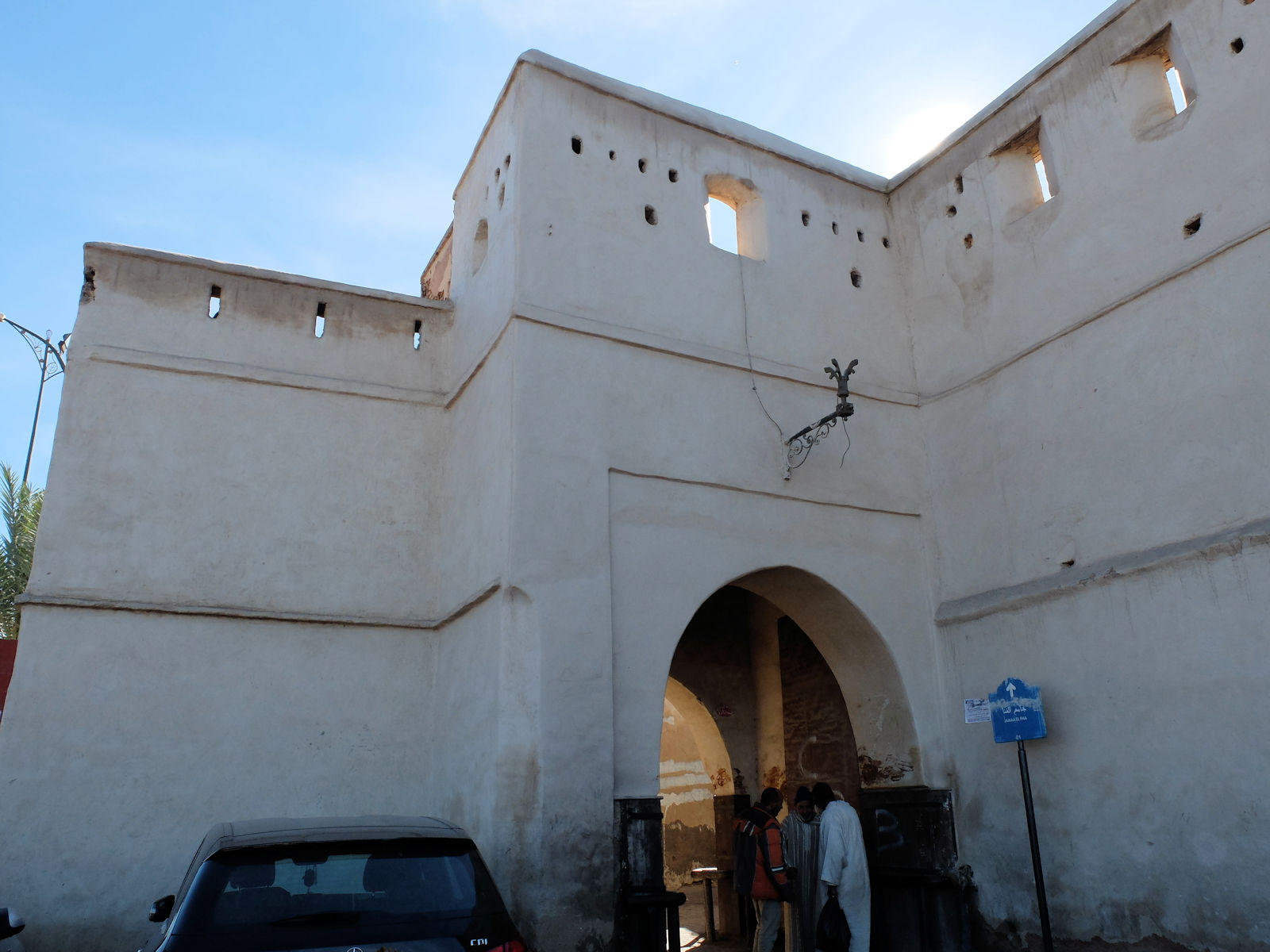
المدخل الخارجي (الشرقي) لباب الدباغين
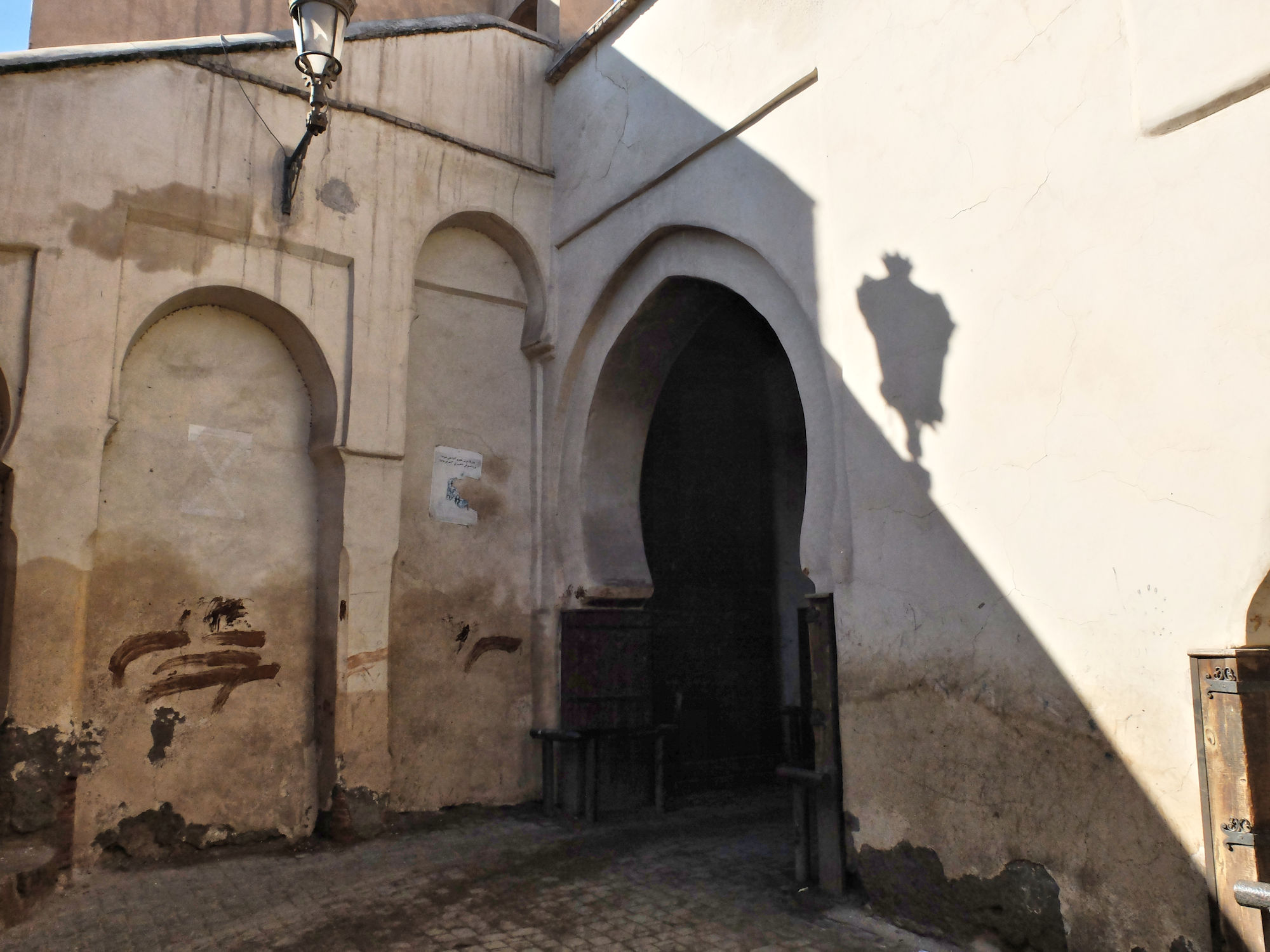
البهو الداخلي الأول (الشرقي) للباب وأحد الممرات
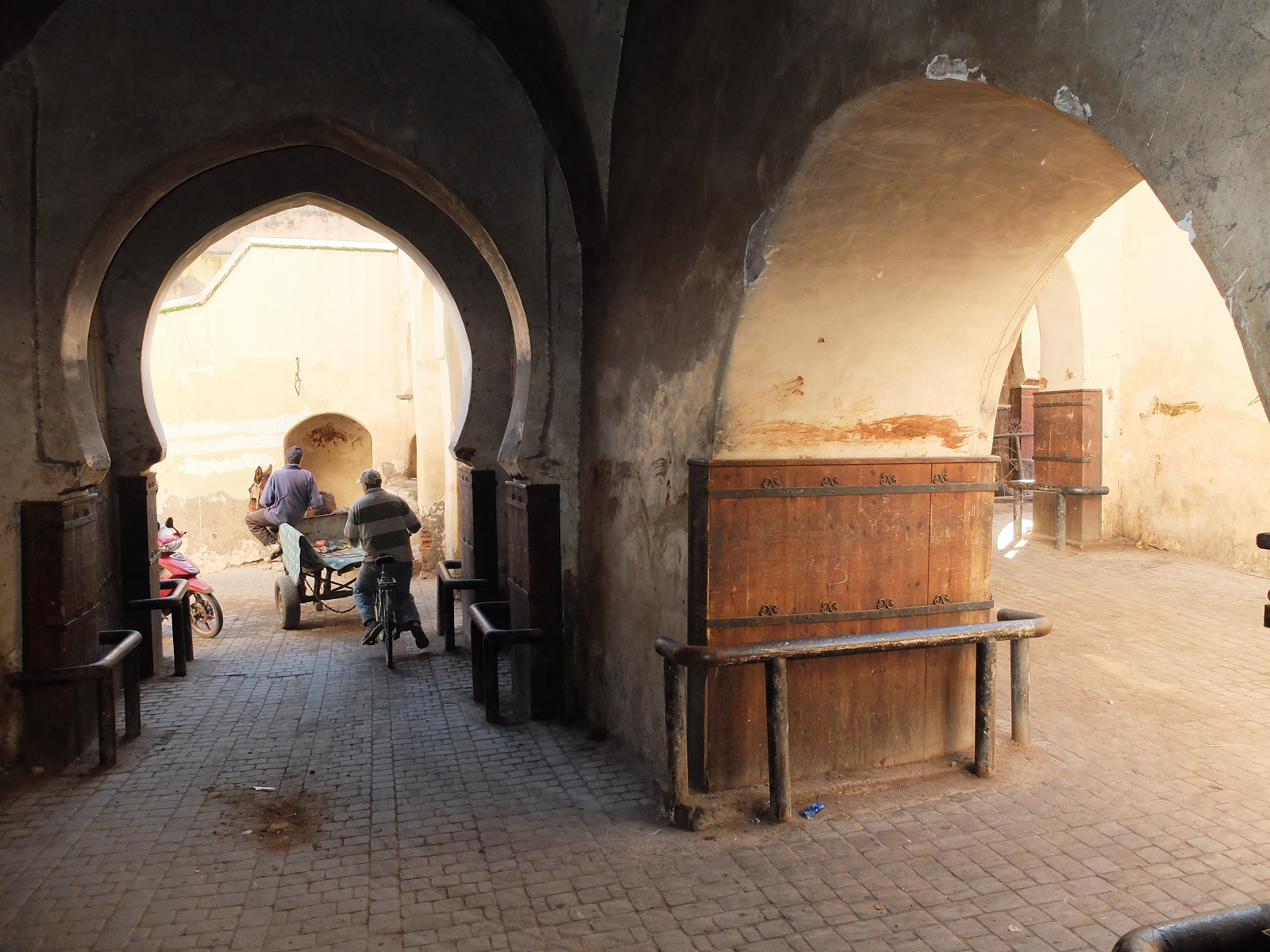
الممر المنحني داخل الباب
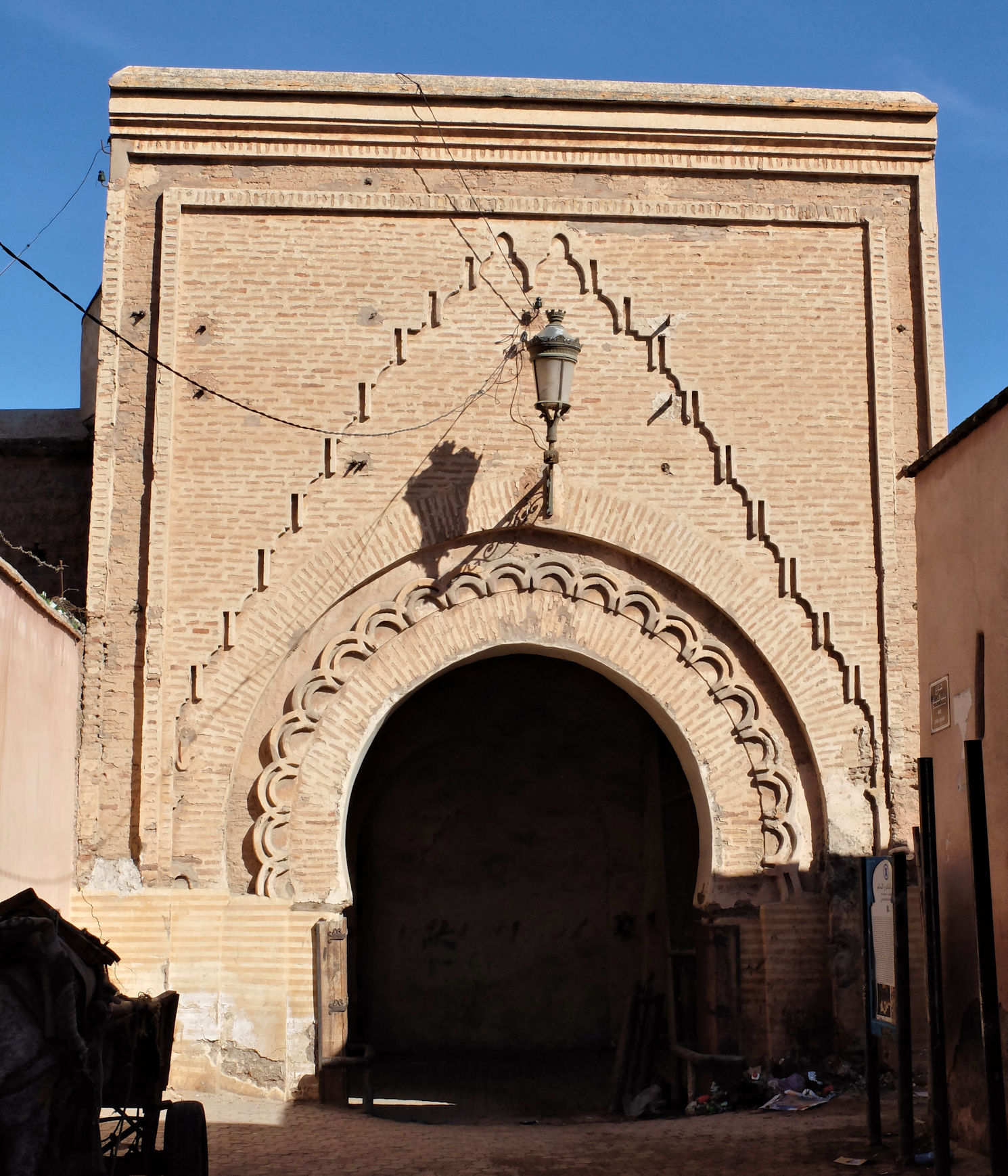
المدخل الداخلي (المواجه للحومة) لباب الدباغين

#### باب أيلان
باب أيلان هو الباب الجنوبي للجهة الشرقية من السور وتسمى حومة من المدينة القديمة باسمه. حسب بعض الروايات، الاسم تحريف لاسم إحدى القبائل التي ينفتح عليها الباب واسمها هيلانة (وهيلانة تعني بالأمازغية العين الصغيرة) وهذه القبيلة من قبائل مصمودة الأمازيغية المهمة. شهد هذا الباب معركة البحيرة عام 1130 بين المرابطين والموحدين، والتي تمكن فيها المرابطون من صد هجوم الموحدين على المدينة. كان الشكل الأصلي للبوابة كان يقتصر على ممر منحني (زاوية واحدة من تسعين درجة) موجود داخل برج لعى الطرف الخارجي للسور. بعد عصر المرابطين، أضيف ممر منحنِ آخر من الطرف الداخلي للباب بحيث يدخل الشخص من الجنوب وينعطف مرتين (يسارا ثم يمينا) ويلج إلى المدينة مواجها الشمال.

#### باب أغمات
سمي الباب بهذا الاسم نسبة إلى بلدة أغمات الواقعة جنوب المدينة. هناك اسم آخر هو باب ينتان يعتقد أنه اسم لهذا الباب، وإن كان هذا غير مؤكد. وكبقية الأبواب التي أنشأها الموحدون في المدينة، تعرض هذا الباب لتحاوير كبيرة منذ إنشائه الأولي. عند بنائه، كان على الأرجح يضم انعطافا بمئة وثمانين درجة، مشكلا هيكلا متناظرا حول محور السور. فكان الشخص يدخل من الغرب من خلال برج على الجانب الخارحي لسور المدينة، مارا من خلال غرفة مسقوفة وخارجا من الباب باتجاه الغرب من خلال بهو غير مسقوف داخلا إلى المدينة. بعد وقت طويل، أضيف فناء مسور ذو طراز معماري مختلف تماما إلى الطرف الخارجي للباب، وهو ما أدى ألى انعطافة أخرى بمئة وثمانين درجة. في وقت غير بعيد، أزيلت هذه الإضافة الأخيرة التي عقدت المرور من الباب لتسهيل الحركة من خلاله. يوجد درج في الزاوية الشمالية الشرقية للباب يقود إلى السطح. توجد مقبرة كبيرة هي مقبرة أغمات مباشرة خارج الباب.

#### باب الرُب

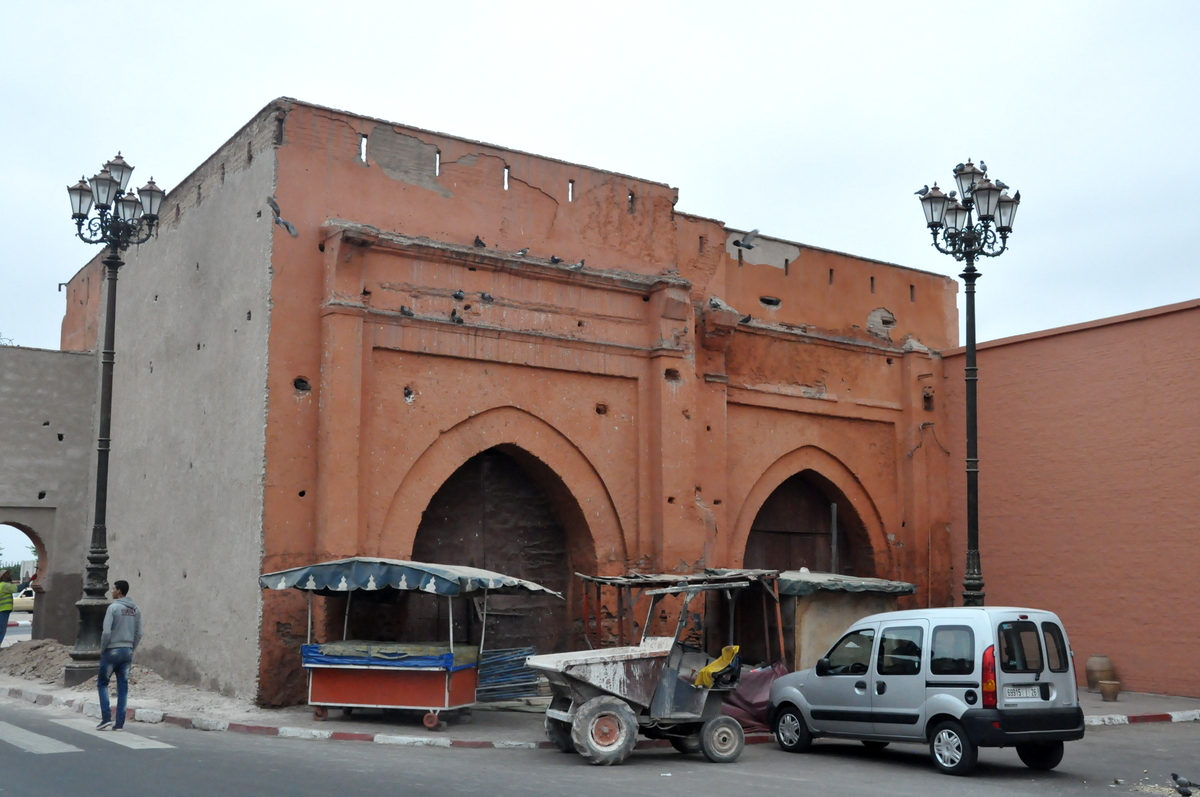
منفذا باب الرب أصبحا داخل المدينة القديمة

يقع الباب جنوب المدينة على مقربة من باب أكناو المؤدي إلى القصبة، ويفضي إلى الطريق المؤدية إلى قريتي أمزميز وأسني. سمي باب الرب ـ بضم الراء ـ بهذا الاسم نسبة إلى وجود أماكن قرب الباب لبيع الرب، وهو شراب مسكر يستخلص أساسًا من التوت والتين شاع تناوله منذ عهد الموحدين مرورا بالمرينيين والسعديين، وللحد من انتشاره أفتى بعض العلماء بتحريمه، فأصبح يباع خفية خارج المدينة بجوار هذا الباب، ومن ثم اقترن الباب باسم ذلك الشراب.
هذا الباب من أكثر أبواب المدينة تفردا، حيث أنه الوحيد الموجود في زاوية من زوايا السور. يعتقد المؤرخان دوفردان (بالفرنسية: Deverdun) وألان (بالفرنسية: Allain) أن بناء الباب يعود إلى عصر الموحدين (في زمن يعقوب بن يوسف المنصور) نظرا لموقعه من القصبة الموحدية. في المقابل، يعتقد المؤرخ كينتان ويلبو (بالفرنسية: Quentin Wilbaux) أن موقع الباب ضمن تصميم المدينة يشير إلى أنه من عمل المرابطين. يتفق المؤرخون السابق ذكرهم على أن باب نفيس الذي ذكر في مصادر تاريخية وسمي نسبة إلى نهر نفيس المجاور هو هذا الباب على الأرجح. تواجدت في المكان بركة ماء طولها سبعون مترا وعرضها أربعون مترا خارج الباب كانت تستخدم للسباحة، وحل الآن محلها مقبرة.
الجزء الأساسي في الباب هو برج داخله ممر منحني يبدأ من الشمال وفيه استدارة بمقدار 180 درجة، ويخرج الشخص منه إلى الشمال داخل المدينة. أزيح سور المدينة بحيث أصبح منفذا الباب داخل أسوار المدينة القديمة، فلم يعد للباب غرض. عندما درس مؤرخون فرنسيون الباب عام 1912 كان سور المدينة في وضع مختلف، فقد كان متصلا بوسط الواجهة الشمالية للباب بين المنفذين، فكان أحد المنفذين داخل المدينة والآخر خارجها. وبما أن المنفدين يواجهان الشمال (والباب يقع على السور الجنوبي للمدينة) فقد كان هذا يعني أن المنفذ الخارجي لم يكن مرئيًا للقادم من الريف الذي كان يرى جزءا من السور وكان بحاجة إلى الاستدارة حول البرج لرؤية الباب ودخوله من جهة الشمال. وبسبب هذا التصميم غير الاعتيادي، وبالمقارنة مع أبواب المدينة الأخرى، يعتقد ويلبو أن أسوار المدينة غيرت في هذا المكان ونقلت حول الباب بحيث بدل المنفذان: فالمنفذ الشرقي الذي كان المدخل الخارجي عام 1912 كان في الأصل موجودا داخل أسوار المدينة، بينما المنفذ الغربي (المنفذ الداخلي عام 1912) كان في الأصل خارج أسوار المدينة. بهذه الطريقة، كان برج البوابة يجيط بأسوار المدينة وبهذا يصبح نمط الباب مشابها جدا لنمط باب أغمات.

#### باب المخزن

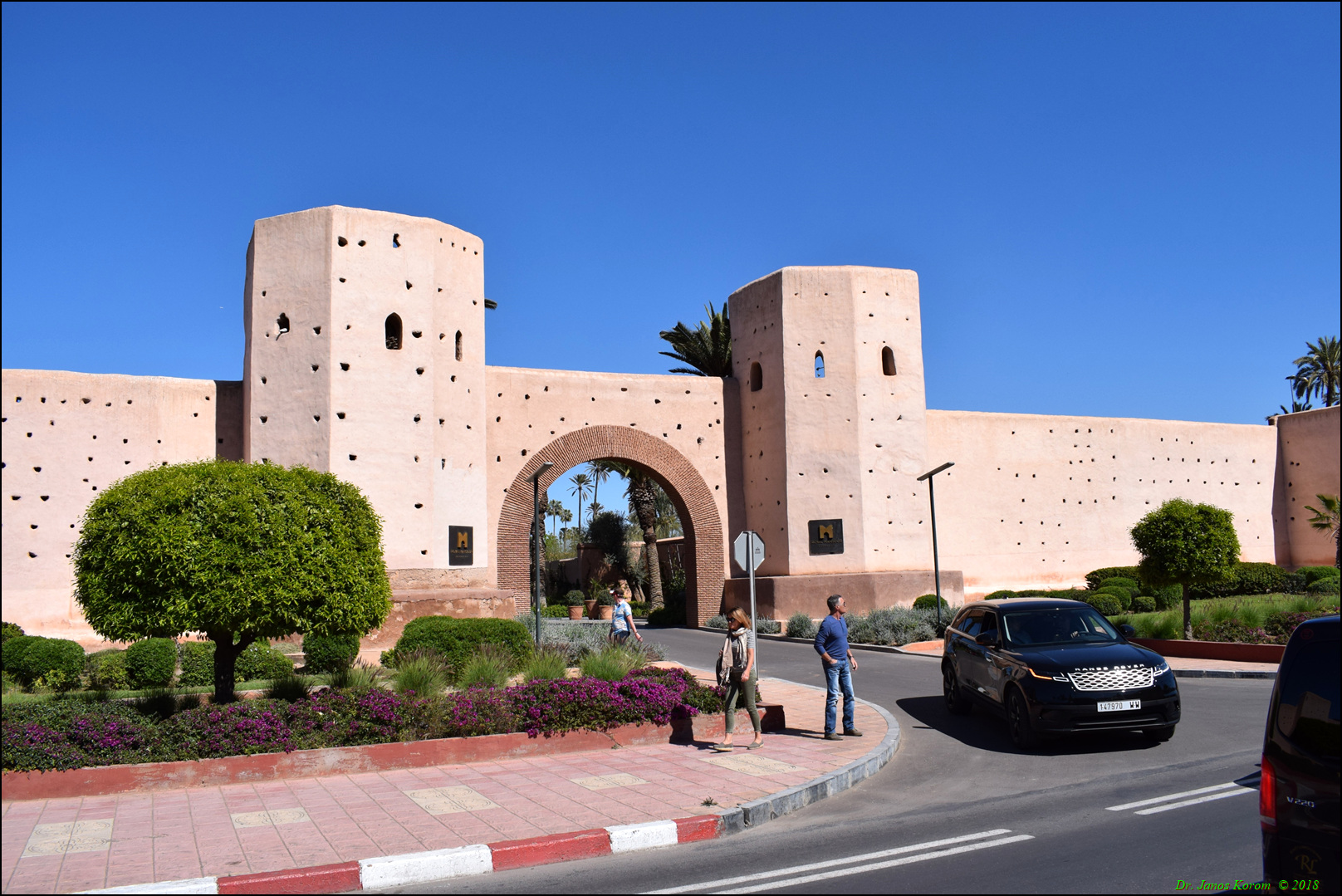
باب المخزن، مراكش

باب المخزن هو من أبواب الجهة الغربية للمدينة ويقع غرب جامع الكتبية، يعود تاريخه إلى عصر المرابطين. ربما يأتي اسمه من اسم قصر دار المخزن الذي كان قريباُ من منطقة الباب الحالية وكان جزءا من قصر الحجر في عصر المرابطين. يُحيط بالباب برجان مُثمنا الشكل. كان للباب ممر منحنِ ينعطف حوالي 90 درجة إلى الشمال ولكنه اختفى مع الوقت ولم يبقَ سوى مدخل بسيط مُقوس. في بداية القرن العشرين، بُني حائط مكان الباب فأغلقه تماماً، لكن فُتحت مرة ثانية فأصبح باب المخزن ممراً لطريق عام.

#### باب العريسة أو باب الرحى

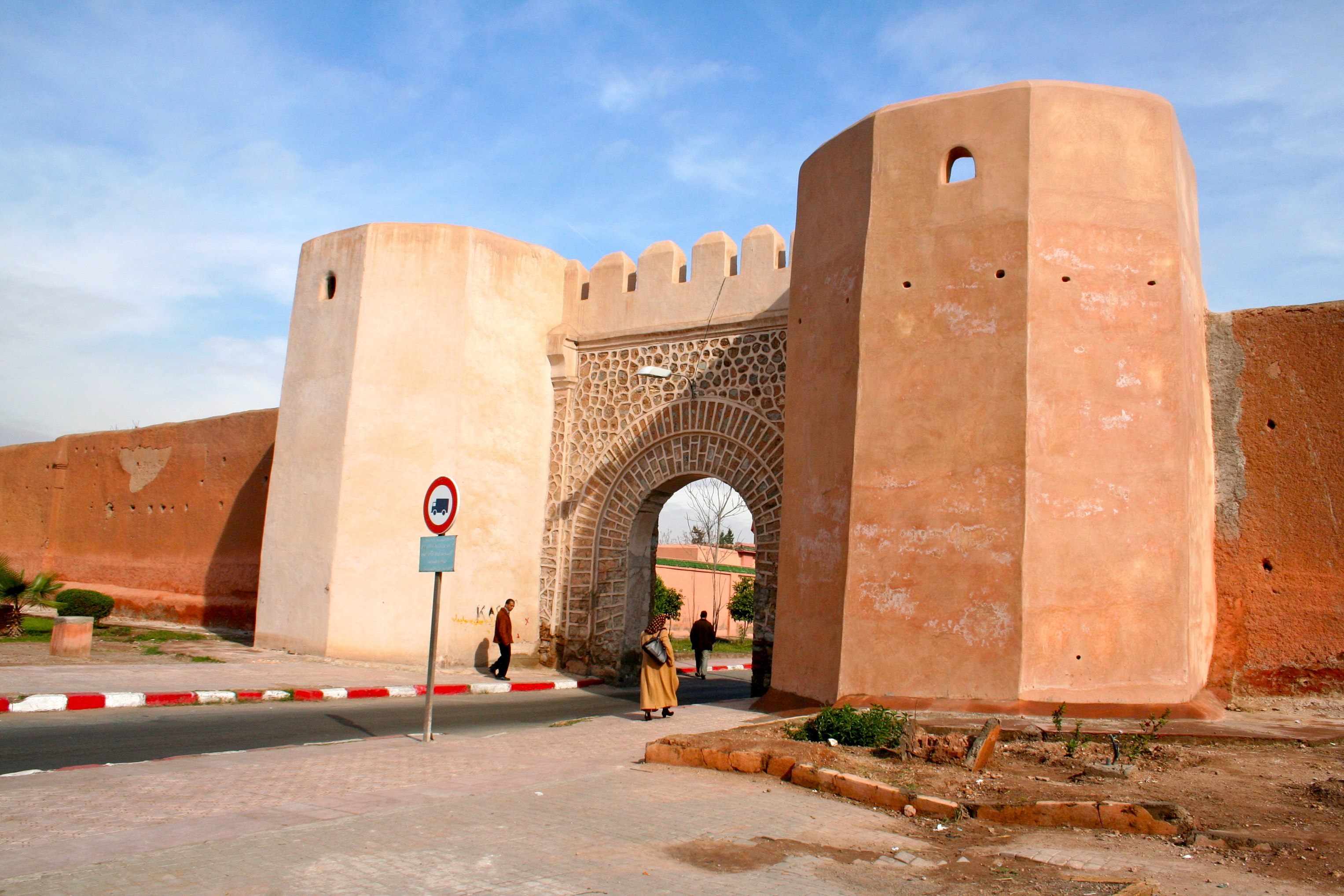
باب العريسة، مراكش

باب العريسة أو باب الرحى من أبواب الجهة الغربية أيضاً ويقع شمال باب المخزن في زاوية من السور، يعود تاريخه إلى عصر المرابطين. يُقصد بالاسم باب العروس، قد يُلفظ باب لعريسا أو باب لريسا، ويُطلق عليه أيضًا باب المخطوبين. عُرف سابقاً باسم باب الرحى وتعني الوفرة أو الرفاهية، وهي اسم عائلة في مراكش. ومثل باب المخزن فباب العريسة محاط ببرجين مثمنين وكان له سابقاً ممراً بسيطاً يميل 90 درجة باتجاه الشمال ولكنه تغير مع الوقت. في بداية القرن العشرين، أُغلق الباب بحائط وهُدم لاحقاً ليصبح الباب عبارة عن فتحة بسيطة في السور وممراً لطريق محلي.

#### باب دكالة
يقع باب دكالة بالجهة الشمالية الغربية للمدينة القديمة. تأتي تسميته من اسم قبيلة دكالة البربرية وكذلك من اسم منطقة دكالة التاريخية والتي تقع بين مراكش والدار البيضاء. ويعتبر من إحدى أبنية المرابطين.على عكس العديد من الأبواب لم يخضع الباب لتغيرات كبيرة، فقد حافظ على مخطط الطابق السفلي وكذلك على تصميم المدخل الأصلي بشكله المنحني وممره متعدد الأجزاء. ينحني الممر مرتين بزاويا مستقيمة: يدخل المرء الباب من الغرب فيستدير أولاً إلى الجنوب، ثم يستدير شرقاً ليصل بذلك للمدينة القديمة.

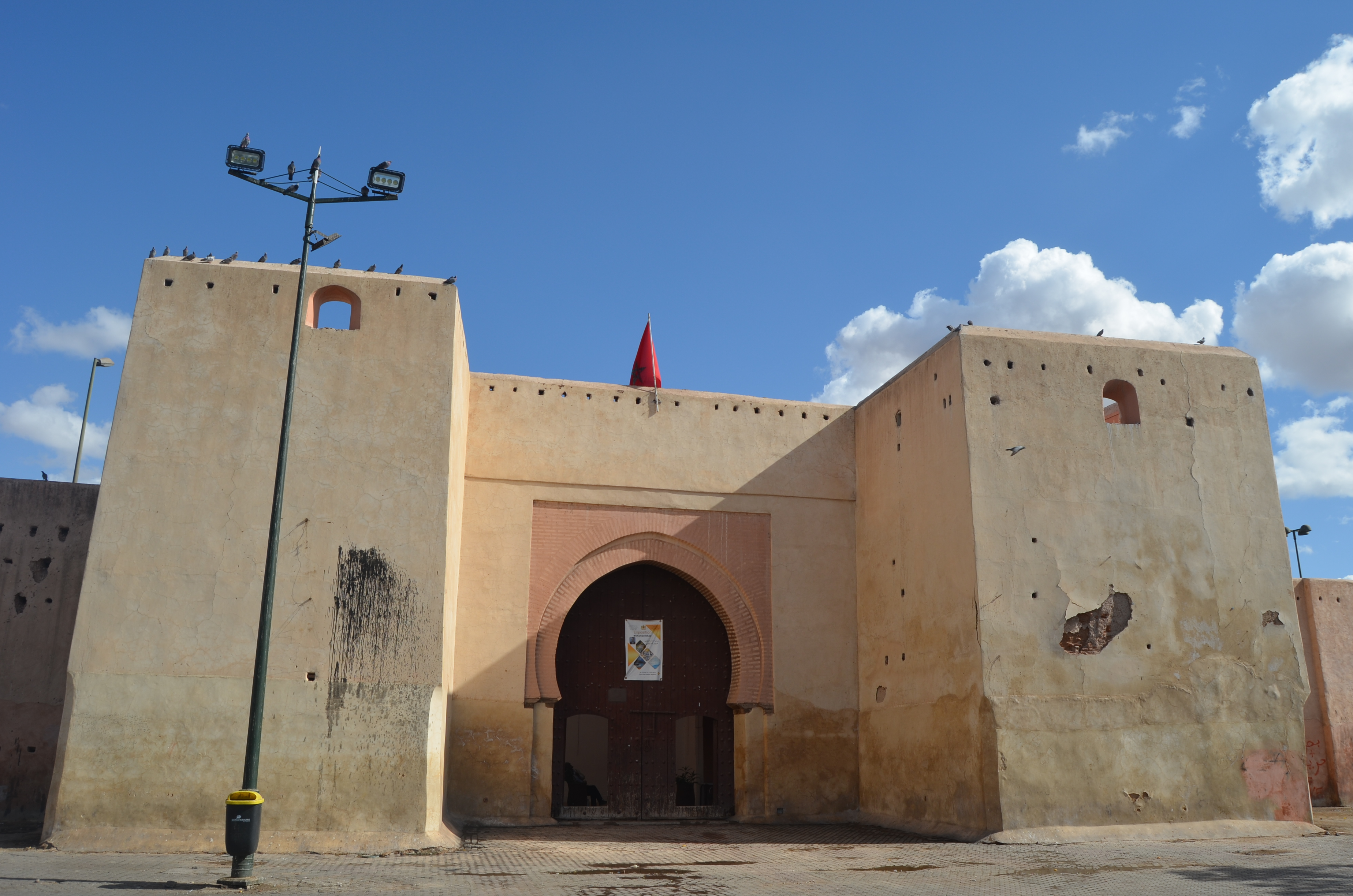
الواجهة الخارجية الغربية لباب دكالة
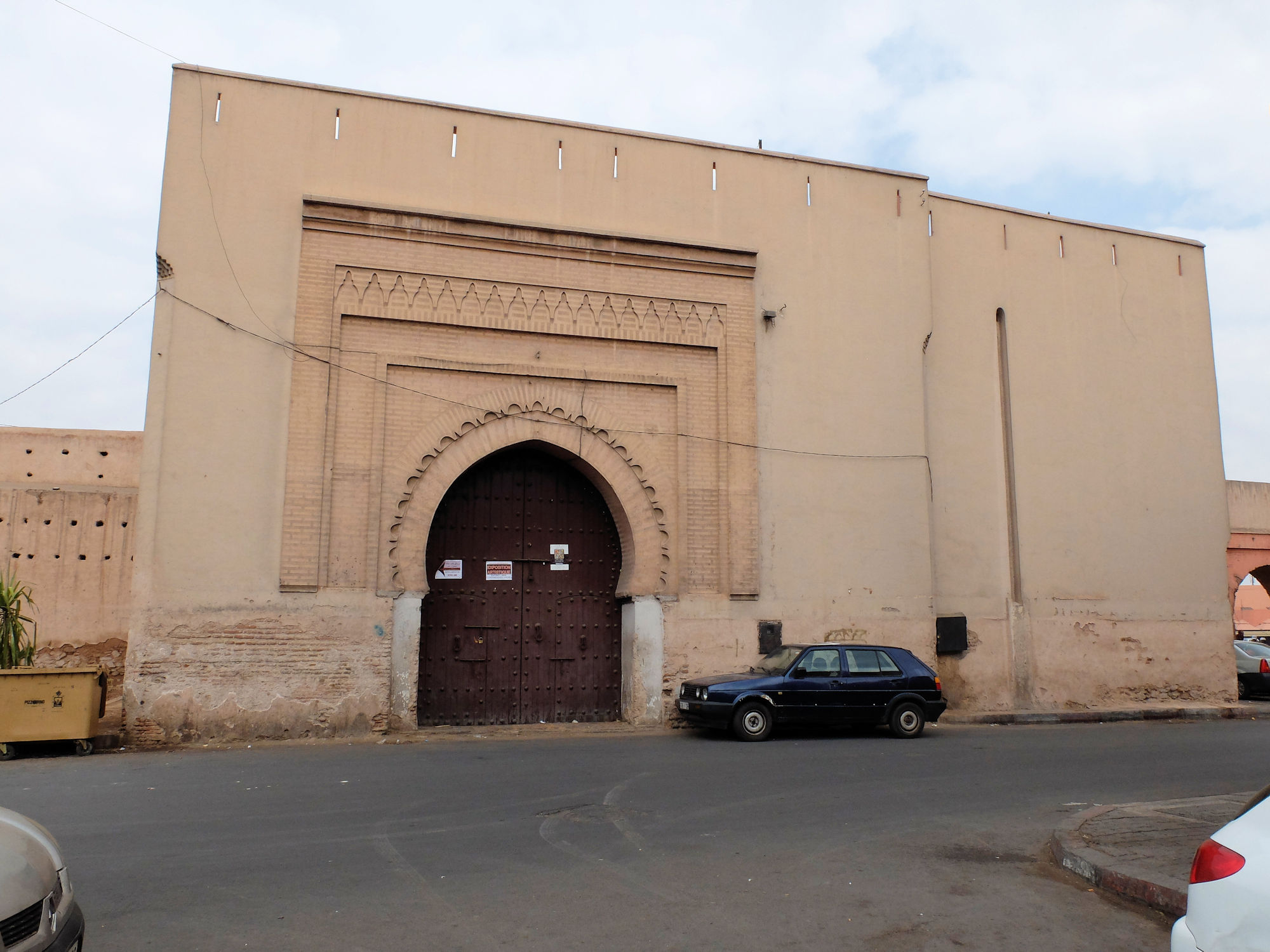
الواجهة الداخليى الشرقية لباب دكالة
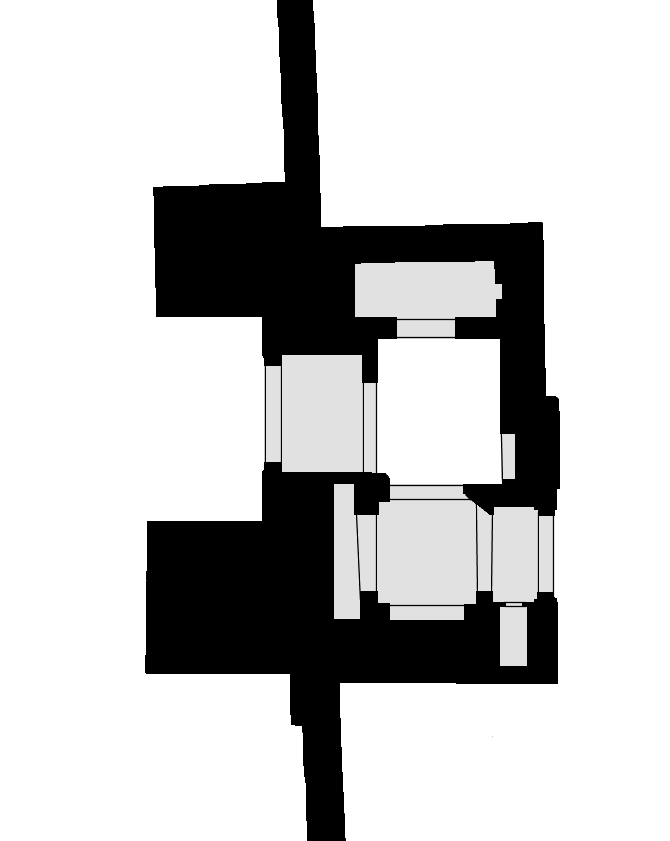
مخطط الطابق السفلي لباب دكالة

### الأبواب القديمة للمدينة
فيما يلي مجموعة الأبواب التي كانت موجودة سابقاً بمحيط أسوار المدينة القديمة، إما اختفت أو أصبحت جزء من المدينة القديمة نفسها. وهي بالترتيب من الشمال للجنوب بعكس اتجاه عقارب الساعة:

#### باب تاغزوت

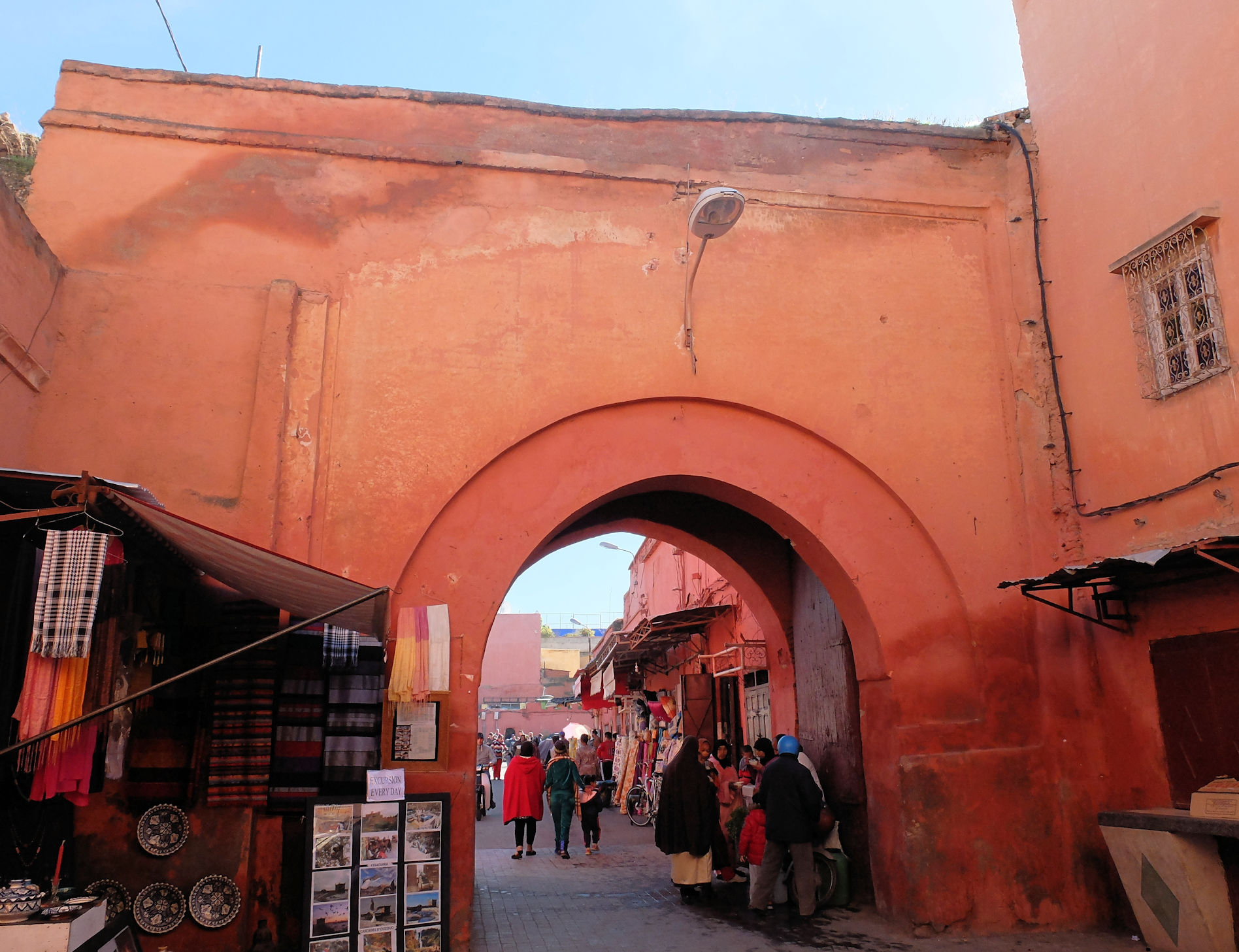
باب تاغزوت، مراكش

كان باب تاغزوت هو الباب الشمالي للمدينة القديمة، ويعود تاريخه إلى عصر المرابطين. في القرن الثامن عشر ومع توسيع أسوار المدينة في زمن السلطان محمد بن عبد الله، شملت الأسوار حي سيدي بلعباس الشمالي وضمت بذلك باب تاغزوت لقلب المدينة القديمة.

#### باب الموصوفة
باب الموصوفة أو باب مصوفة هي بوابة المرابطين، ويعد تاريخها غير معروف، إلا أن موقعها يفترض أنه كان في الركن الشمالي الغربي من المدينة، شمال باب دكالة وغرب باب تاغزوت، بالقرب من حي رياض العروس. وقد جاءت تسميتها من قبيلة البربر (الأمازيغ) المرابطين.

#### باب الشريعة

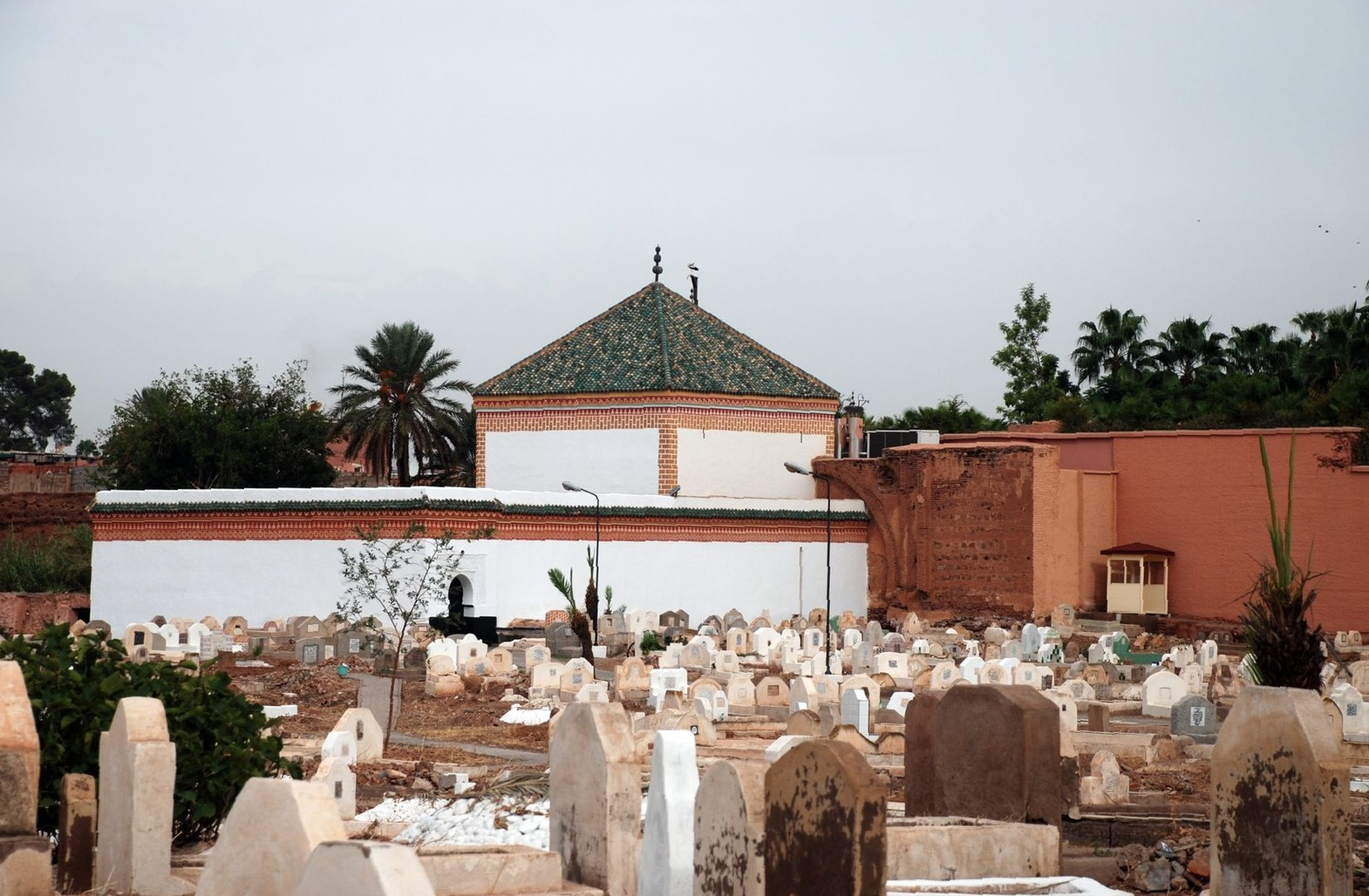
ضريح أبو القاسم السهيلي في الموقع السابق لباب الشريعة، مع بقايا واضحة لقوس الباب على الجهة اليمنى للبناء.

يسمى باب الشريعة نسبة للشريعة الاسلامية وقد كان باباً رئيساً للجهة الجنوبية الغربية من المدينة منذ زمن المرابطين. كان يقع قرب زاوية الأسوار غرب باب الرُّب مباشرةً. أعيد بناء الباب في فترة الموحدين عندما أمر أبو يعقوب يوسف ابنه أبو يوسف يعقوب بن يوسف المنصور - والذي دعي لاحقاً بالمنصور - لنقل القسم من السور إلى ناحية أبعد من الجهة النوبية وذلك لتأمين أحياء سكنية للمدينة التي بدأ يزداد عدد السكان فيها. استغرق العمل شهري أغسطس (آب) وسبتمبر (إيلول) من سنة 1183، ومن بعدها أصبح باب الشريعة في موقعه الجديد وافتتحه أبو يعقوب يوسف.:114 ومنذ ذلك الحين سُدَّ الموقع القديم للباب بضريح أبو القاسم السهيلي - واحد من سبعة رجال - على الرغم من ذلك، بالإمكان رؤية بقايا الباب قرب الضريح.
كان هناك فسحة واسعة للصلاة خارج الباب مباشرة تدعى المصلى، وقد تركت منذ فترة المرابطين والموحدون (على الرغم من أنه يعتقد أنها نقلت خلال فترة بناء الكسبة)، كما يوجد بالقرب من الباب ميدان لسباق الخيل لممارسة وسام الفروسية والتدرب، مزودة بجناح خاص أمير أو للخليفة، حيث بإمكانه متابعة الأنشطة. لكن اليوم نجد مقبرة كبيرة في هذه المنطقة تمتد من باب الرُّب.

#### باب الصالحة
كان واحداً من الأبواب الجنوبية للمدينة القديمة في زمن المرابطين، وقد سمي تيمناً بحدائق الصالحة جنوب المدينة. كان يقع حيث أُنشئ حي كسبة المرابطين لاحقاً، وهو الوقت المتوقع فيه إزالة الباب.

#### باب ينتان
لا يعرف الباحثون مكان وأصل هذا الباب، قد يكون أحد الأبواب الجنوبية للمدينة، وأصبح لاحقاً قرب حي الملاح اليهودي في الجزء الغربي من القصبة، ولكنه اختفى بلا أي أثر لوجوده. أو أنَّه قد يكون اسماً آخراً لباب أيلان أو أكثر شبهةً باب أغمات، ويعتقد المؤرخ الفرنسي غاستون ديفيردون أن الفرضية الثانية هي الصحيحة.

### الأبواب الأخرى الفرعية للمدينة
هناك أبواب أخرى للمدينة، شيدت منذ قرون قريبة مضت، توجد حول المدينة، ولها أسماء مخصصة لها، بالإضافة لعدد من الفتحات الغير البارزة من الأسوار التي أُنشئت لتحسين الحركة والنقل داخل وخارج المدينة القديمة، وتتضمن:
- باب النقب: وهو أحد الأبواب الحديثة التي شُيدت زمن الحماية الفرنسية على المغرب في الفترة بين (1912-1956)، والهدف منه ربط المدينة القديمة لمراكش بأحياء المدينة الحديثة التي شيدها الفرنسيون وتسمى بالكليز، وهو اليوم عبارة عن فتحة في السور تشكل طريقاً رئيساً.[18][19][20][21]

- باب جديد: يسمى الباب الجديد (الحديث) وهو باب جديد بني غرب جامع الكتبية وقرب فندق وحدائق المأمونية. يمر عبره طريق رئيسي.

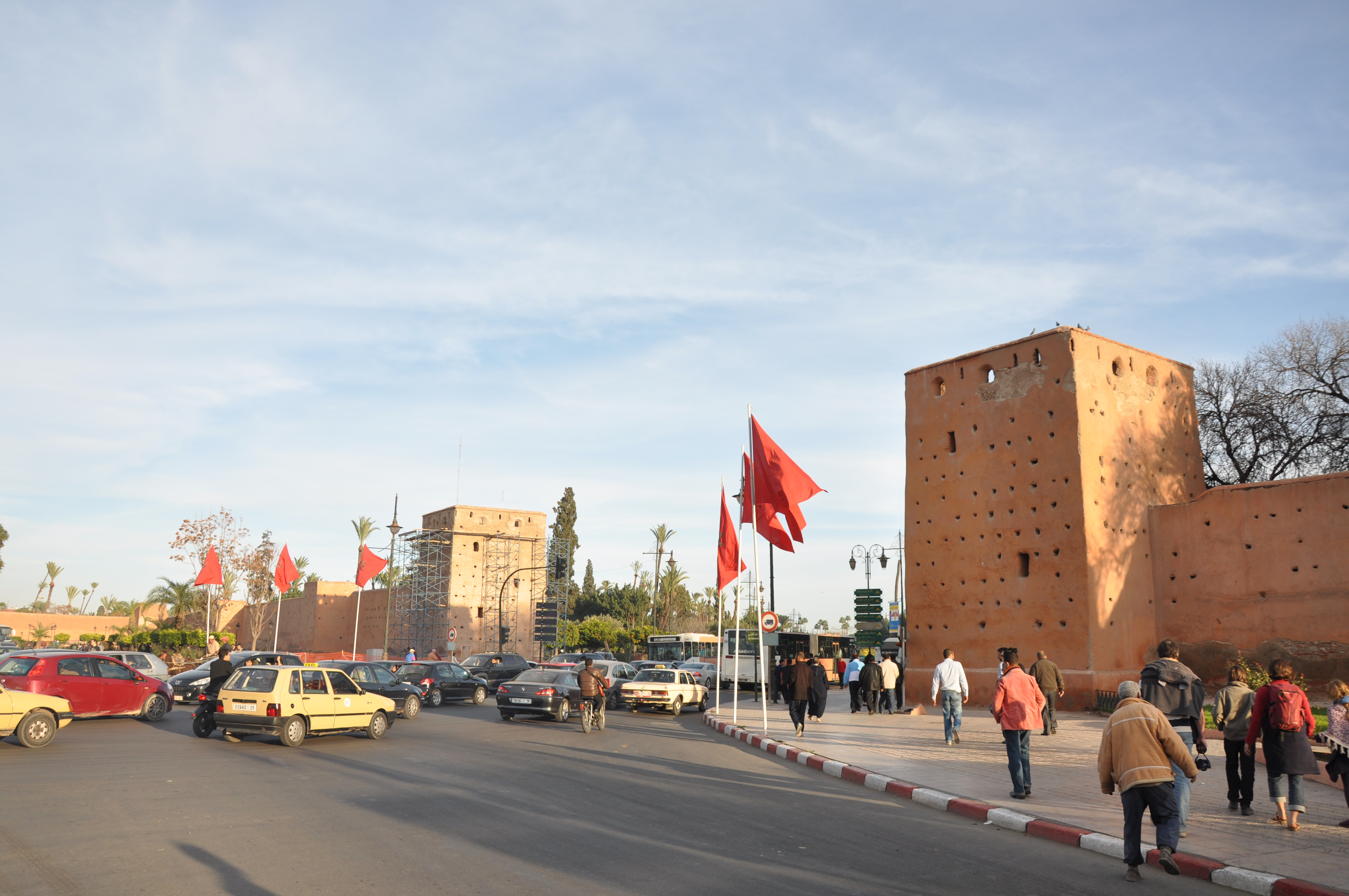
باب النقب اليوم
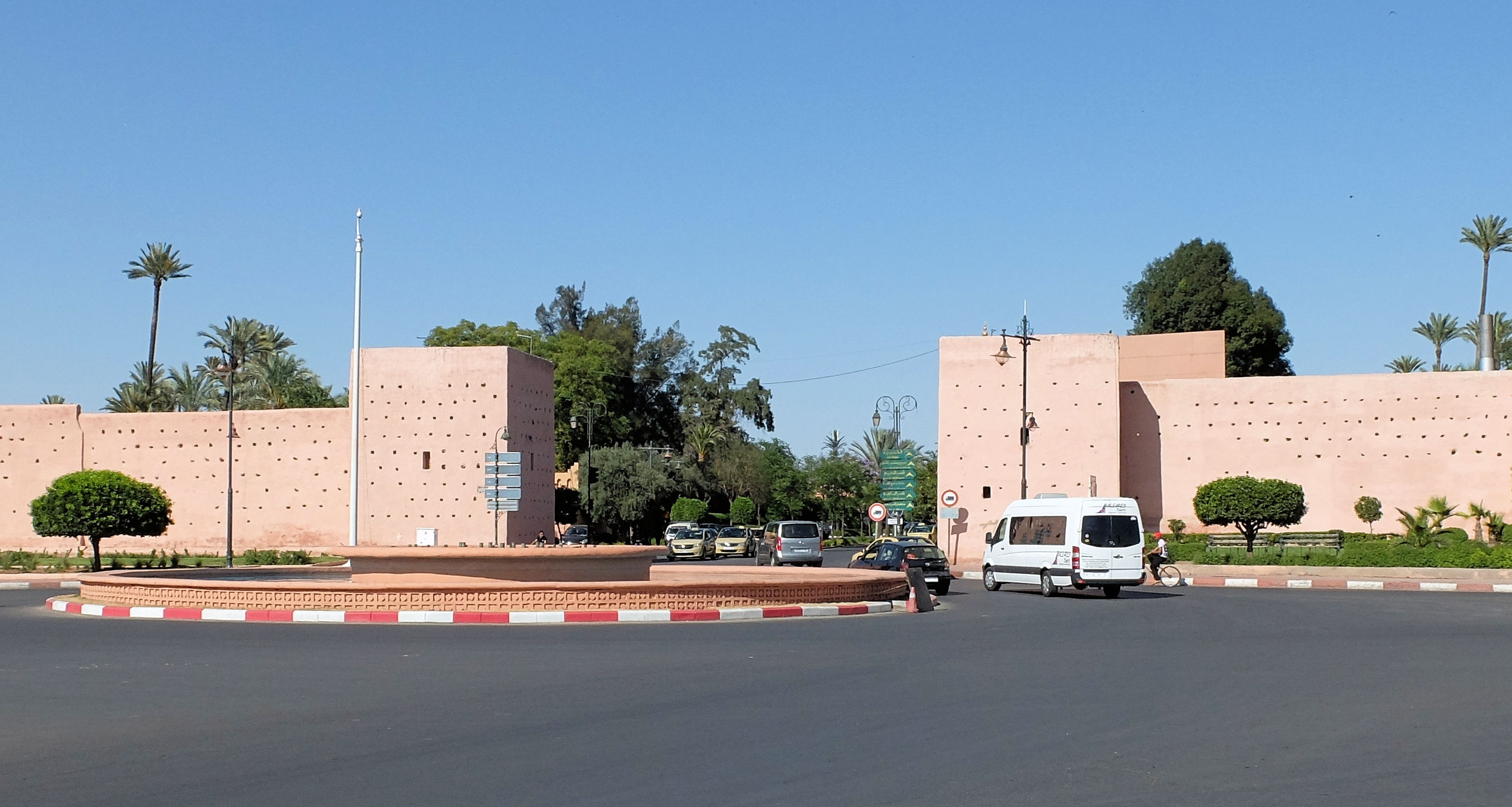
باب جديد اليوم
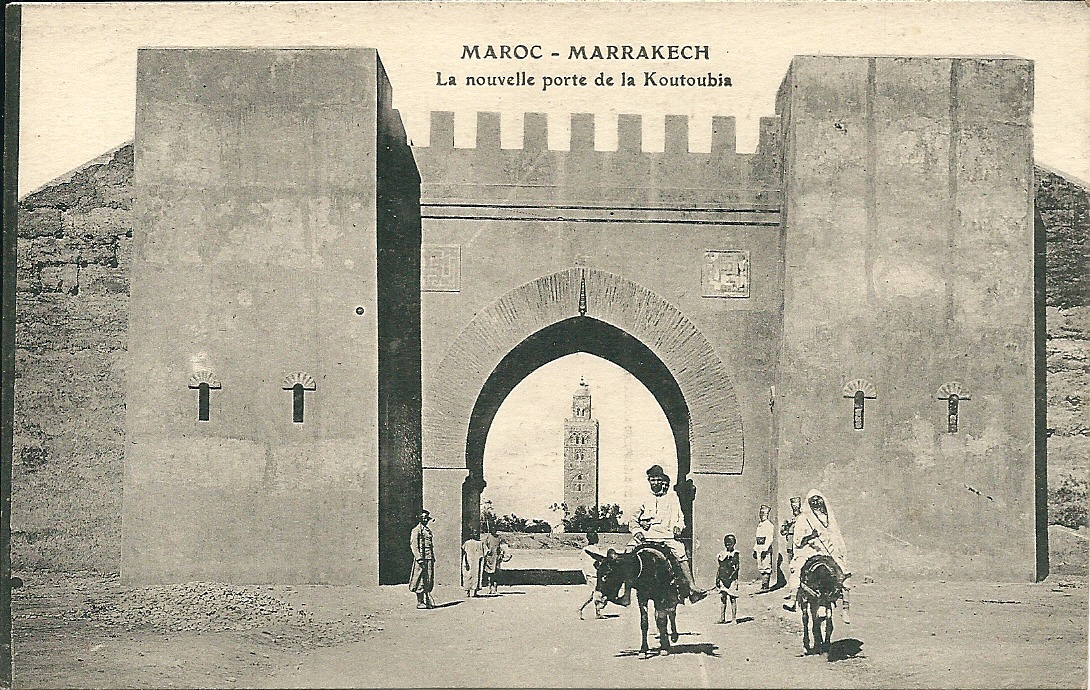
باب جديد على بطاقة بريدية عام 1919

### أبواب القصبة

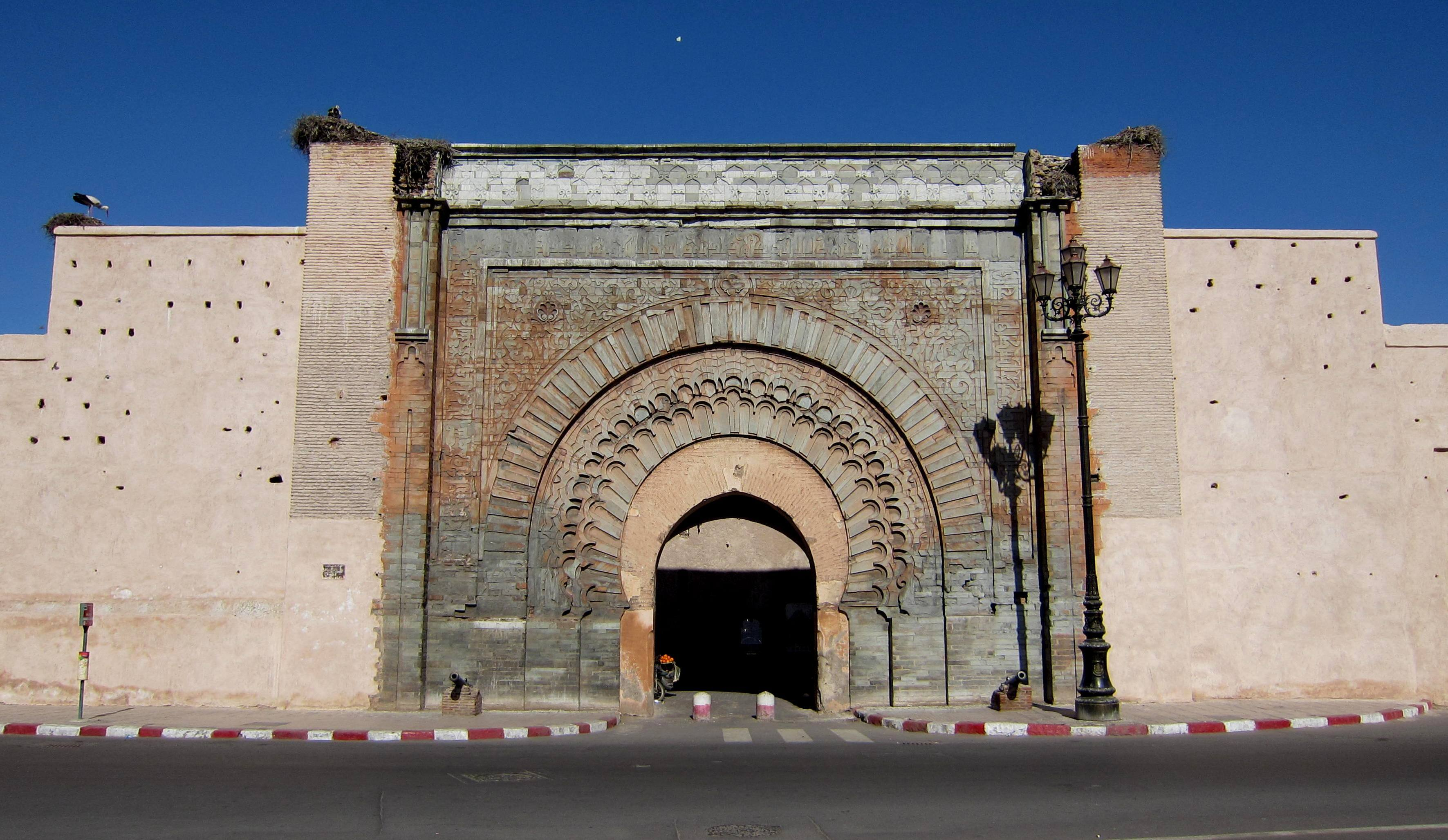
باب أكناو، الباب المشرقي والرئيسي للقصبة

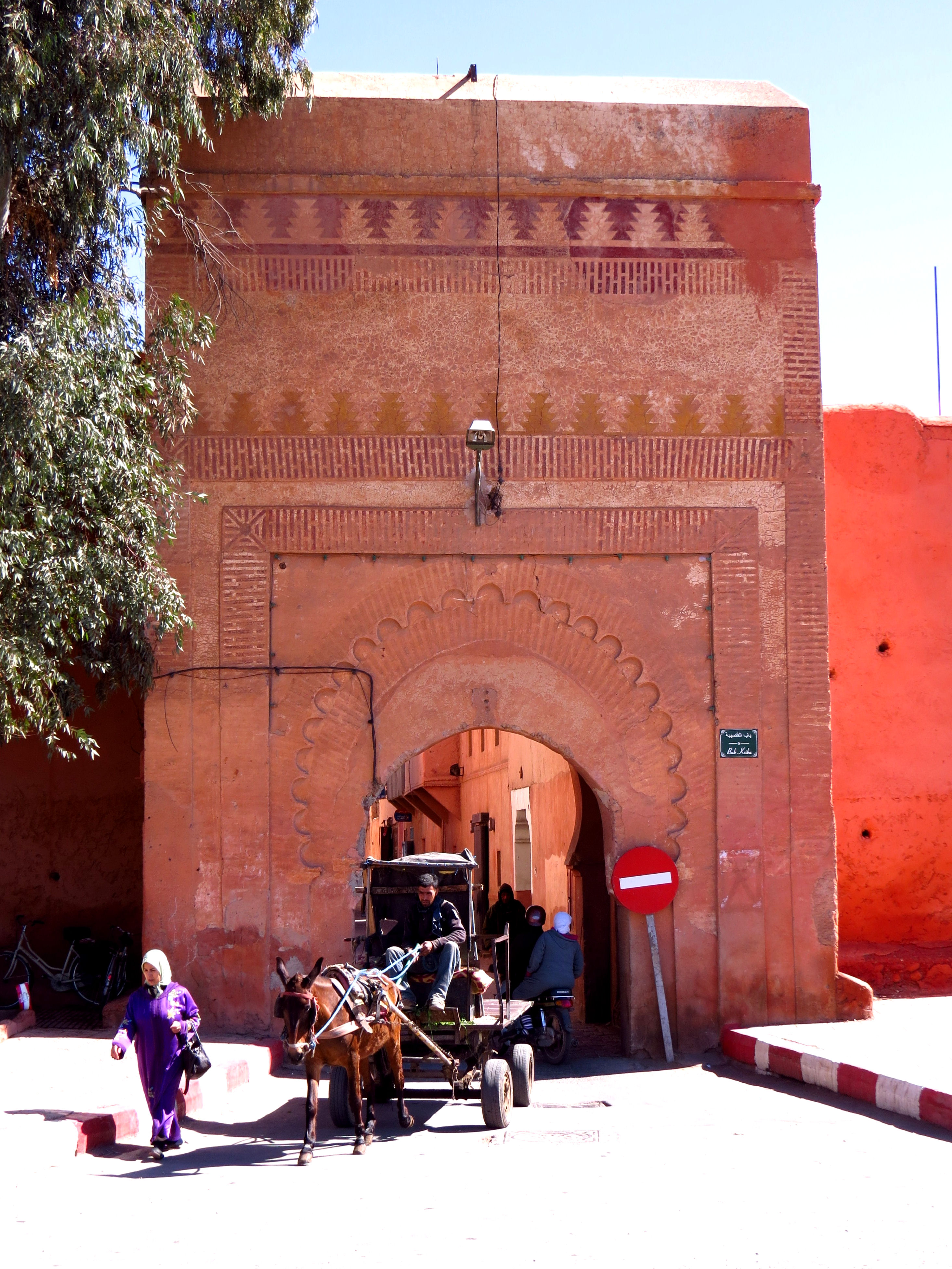
باب القصيبة

تعود أقدم أبواب القصيبة بتاريخها إلى الدولة الموحدية، لكن عدداً من الأبواب يرجع إلى توسعات مختلفة للقصبة والقصر الملكي (دار المخزن) في قرون لاحقة.

#### باب أكناو
يعد باب أكناو واحداً من أشهر وأجمل بوابات مراكش، وكان المدخل الرئيسي والاحتفالي لقصبة مدينة مراكش، يعتقد أنَّ اسم أكناو هو اسم ذو أصل أمازيغي، ولديه العديد من المعاني التاريخية منها الصمت ولاحقاً أخذ معنى عرق أسود (أو الكناوة)، ولا يعرف صلة الاسم بهذه المعاني، كما سمي هذا الباب أيضاً بباب القصر و باب الكحل، تم بناؤه وافتتاحه في عصر يعقوب المنصور (مؤسس القصبة) عام 1188.
يقع داخل أسوار المدينة القديمة، قرب باب الرُّب، وكان يحيط بالباب في الأصل برجان معقلان وكان الممر الداخلي هو مدخل منعطف (أي بزاوية دوران 90 درجة قبل الخروج)، مروراً برواق مقبب فخم. يوجد شرفة أعلى بوابة أكناو يمكن الوصول إليها عبر درج داخلي، وهذا التخطيط ما جعلها مشابهة لأبواب الموحدين مثل باب الرواح في الرباط، بيد أن البرجين المغطّى والمخلفيَ المغطّى قد اختفوا منذ ذلك الحين، والممر المقبب للبوابة مُلئ جزئياً بأقواس حجرية أصغر حجما، مع ذلك، فقد حافظ الباب على تصميمه المنحوت بالحجارة الغنية منذ فترة الموحدين وهو ما يشبه باب الرواح وقصبة الوداية في الرباط.

#### باب القصيبة
باب القصيبة عبارة عن بوابة غربية صغيرة لمنطقة القصبة. كانت في السابق مدخلًا لقصبة صغيرة أخرى (القصيبة) وملاصقة للقصبة الرئيسية في هذه المنطقة لحماية الجانب الغربي من المشور (ساحة مفتوحة واسعة لا تزال موجودة حتى اليوم عند مدخل القصر الملكي) وحي درب شتوكة. تاريخ بناء الباب غير واضح. كان موجودًا في بداية القرن التاسع عشر وربما تم بناؤه في عهد محمد الثالث بن عبد الله في القرن الثامن عشر، ولكن من المؤكد أنه لم يكن جزءًا من القصبة الموحدية الأصلية.

#### باب بريمة
هو باب يقع بين المدينة الرئيسية (المدينة القديمة) والجزء الشمالي الشرقي من القصبة الملكية. كان موجودًا في العصر السعدي، وربما تم استخدامه من العمال الذين يدخلون ويخرجون أثناء بناء قصر البديع.

#### باب شكيرو
يقع هذا الباب الصغير في الركن الشمالي الشرقي من القصر الملكي الحالي. تم بناؤه بناء على أوامر السلطان الحسن الأول بن محمد (حكم 1873-1894) لتسهيل الوصول إلى القصر. سمي الباب باسم القاضي المسؤول عن بنائه.

#### أبواب القصبة الجنوبية ومشور القصر الملكي
في فترة حكم السلطان محمد الثالث بن عبد الله(حاكم مراكش بعد عام 1746، السلطان 1757-1790)، تم تجديد وتوسيع القصر الملكي (دار المخزن) في القصبة. توسع بشكل رئيسي جنوبًا، حيث بنى السلطان عددًا من المشور (الساحة الواسعة عند مدخل القصر الملكي حيث يتم إقامة الاحتفالات الملكية فيها). احتلت هذه مساحة كبيرة بين القصر في الشمال وحدائق أكدال في الجنوب. تم الوصول إلى المشورات من خلال عدد من البوابات ذي الأهمية التاريخية والمعمارية البسيطة. حيث شملت البوابات من الشرق إلى الغرب:
- باب الأحمر: باب الأحمر («البوابة الحمراء» أو باب حَمر) هو المدخل الشرقي إلى مناطق القصبة الجنوبية والمشورات.[21] تقع في الركن الجنوبي من مقبرة باب أغمات. يعود تاريخ البوابة إلى عهد محمد الثالث بن عبد الله وربما كان من عمل أحمد الإنجليزي، الذي كان مسؤولاً عن بناء وترميم مجموعة متنوعة من المعالم الأثرية في جميع أنحاء المغرب في ذلك الوقت. كان الباب أيضًا يستخدم كمكان للحراسة مع شرفة يمكن وضع المدفعية الخفيفة فيها. كان الحي القريب من البوابة يسكنه بشكل أساسي الخدم والجنود الأفريقيون العاملون في القصر الملكي.
- باب الفرمة: يقع هذا الباب بين حي باب الأحمر شرقاً ومنطقة المشور الخارجية (التي تسمى أيضاً مشور البراني) غرباً. اسمه يعني «باب الخرق».
- باب الحري: هذا الباب هو الممر بين المشور الخارجي وحي بريمة إلى الشمال. اسمه يعني «بوابة الصوامع».
- باب الريال: هذ الباب انطلق من المشور الخارجي إلى قصر الوالي. أصل اسمه غير واضح.
- باب الريح: يمتد هذا الباب من المشور الخارجي إلى المشور الداخلي (ويسمى أيضًا المشور الوسطاني) إلى الغرب. أصل الاسم هذا غير واضح. على الجانب الآخر من المشور، مقابل هذا الباب يوجد باب ضخم (بدون اسم) يسمح بالمرور على طول الجزء العلوي من الجدار مباشرة ومنفصل بين القصر وحدائق أكدال إلى الجنوب. وراء هذا الباب والجدار يوجد المشور الكبير. تم إصلاح الباب مرة أخرى من قبل السلطان الحسن الأول بن محمد بين 1873 و1894 بعد بناءه.

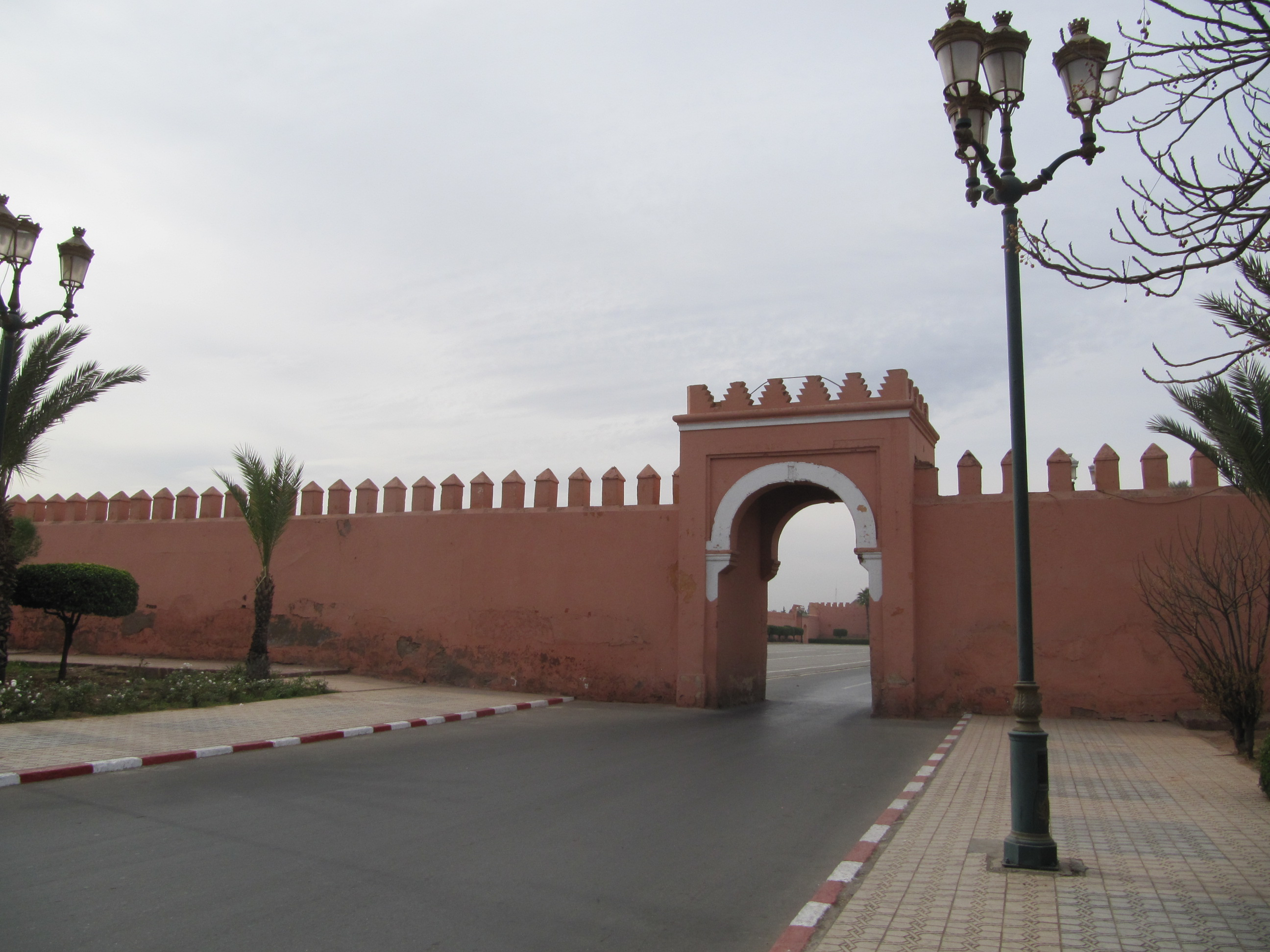
باب الأخضر: يعني «البوابة الخضراء»، كان المدخل الرئيسي للقصر الملكي في منتصف الجانب الشمالي من المشور الداخلي. (كان الجزء الشمالي من القصر معروفًا أيضًا باسم القصر الأخضر).
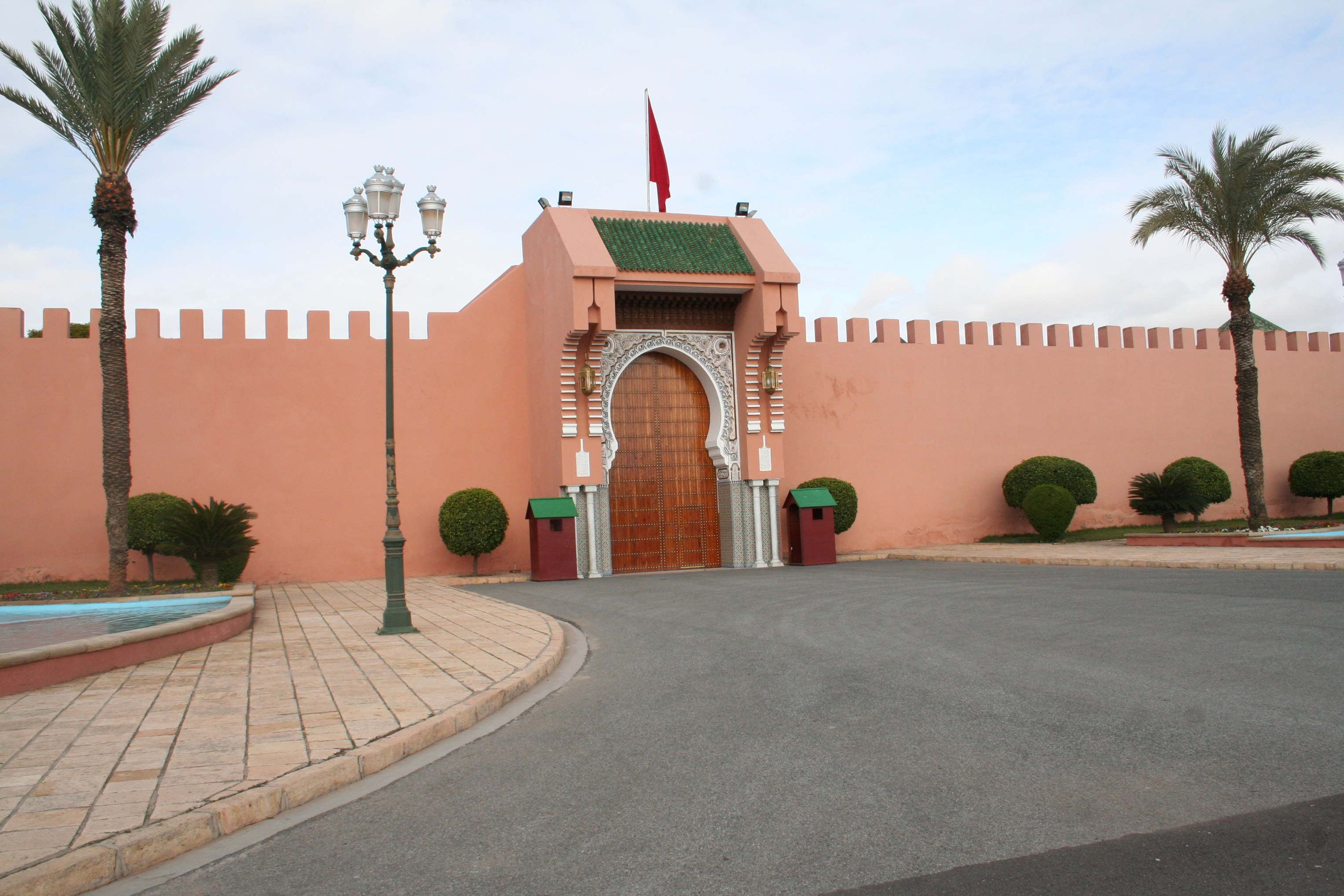
باب بوعكاز: سمي على اسم القاضي المسؤول عن البناء في القصر، ويشكل المدخل الرئيسي للقصر الملكي من المشور الكبير (غرب المشور الداخلي)، ويعتبر مكان استقبال السفراء.
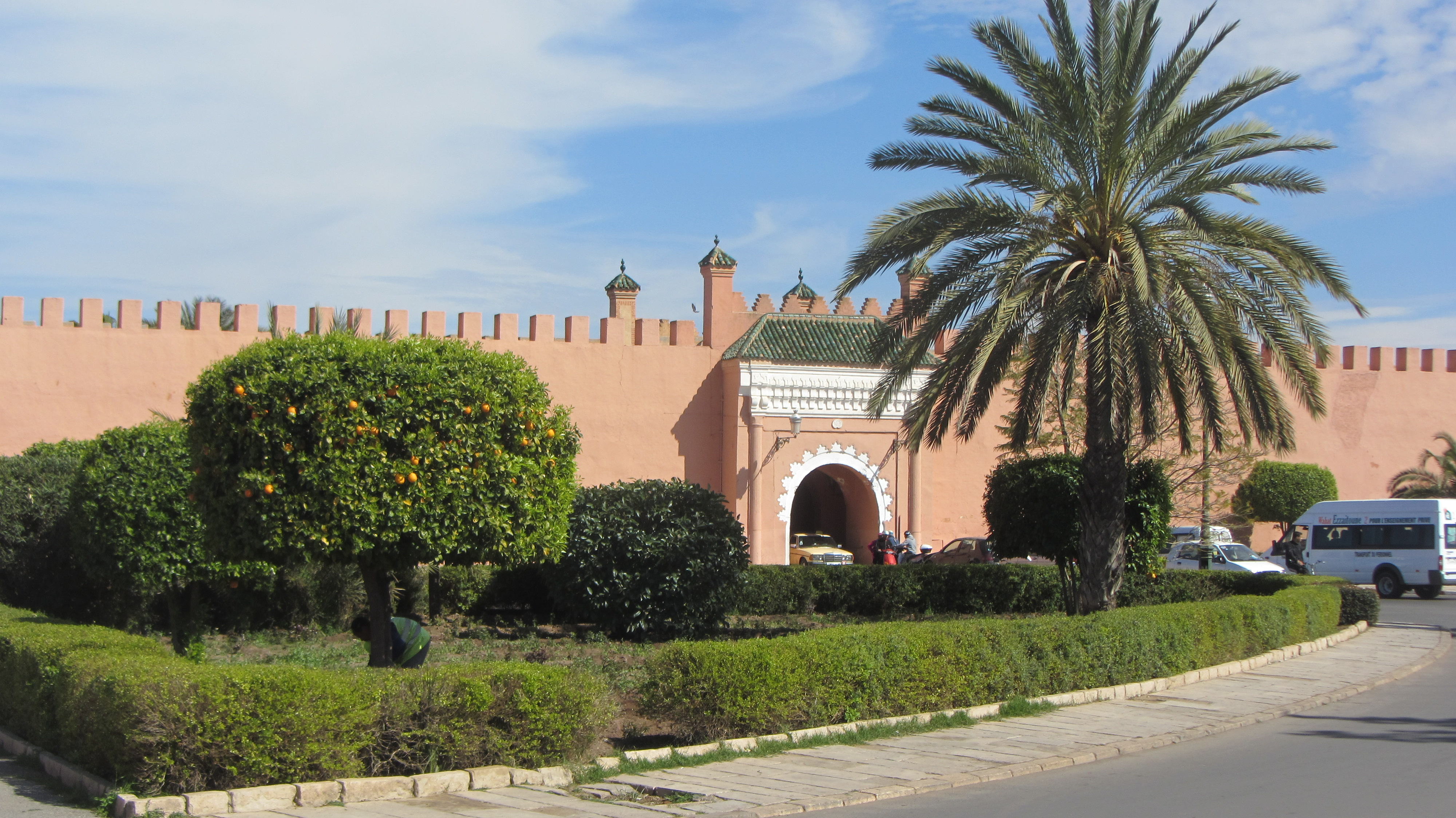
باب إغلي: يقع غرب المشور الكبير، في نهاية شارع رئيسي بين جدارين، (سمي أيضًا باب إرحلي) باسم البنَّاءالذي بنى الباب الأصلي. [21]جنوب الباب مقبرة سيدي عمارة. بوابة أخرى (ذات اسم غير مؤكد) في الطرف الشرقي من نفس الشارع تتميز بوجود برج على الجانب الشمالي. ويعلو البرج سقف قرميدي هرمي من البلاط الأخضر ويضم شرفة خشبية صغيرة، هو في الواقع مئذنة مسجد درب شتوكة السابق (الذي سمي على اسم شارع في الحي المجاور)، ومسجد من القرن الثامن عشر (عهد محمد الثالث بن عبد الله) الذي اختفى منذ ذلك الحين.  - باب الريح، البوابة الشرقية للمنشور الداخلي، بالقرب من مدخل القصر الملكي
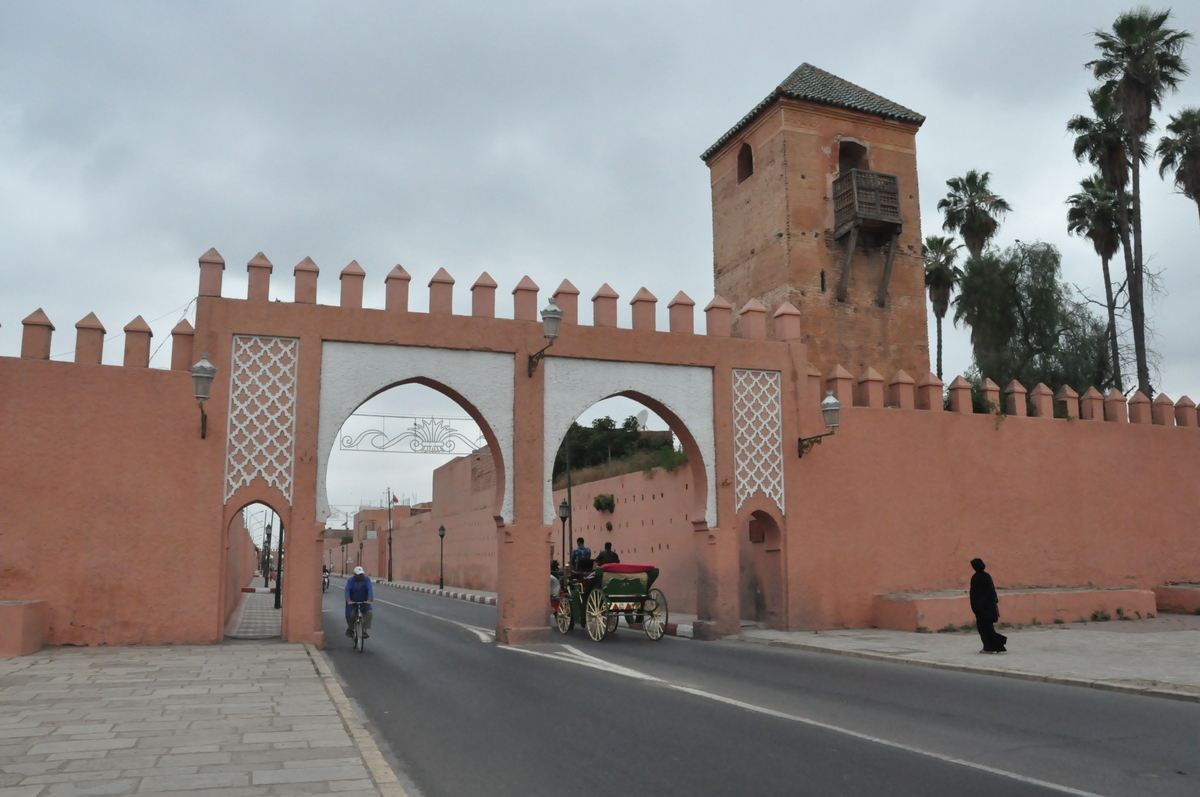
البوابة الغربية للمشور الكبير(المؤدية إلى شارع باب إغلي). البرج على اليمين هو مئذنة مسجد درب شتوكة السابق الذي يعود للقرن الثامن عشر.
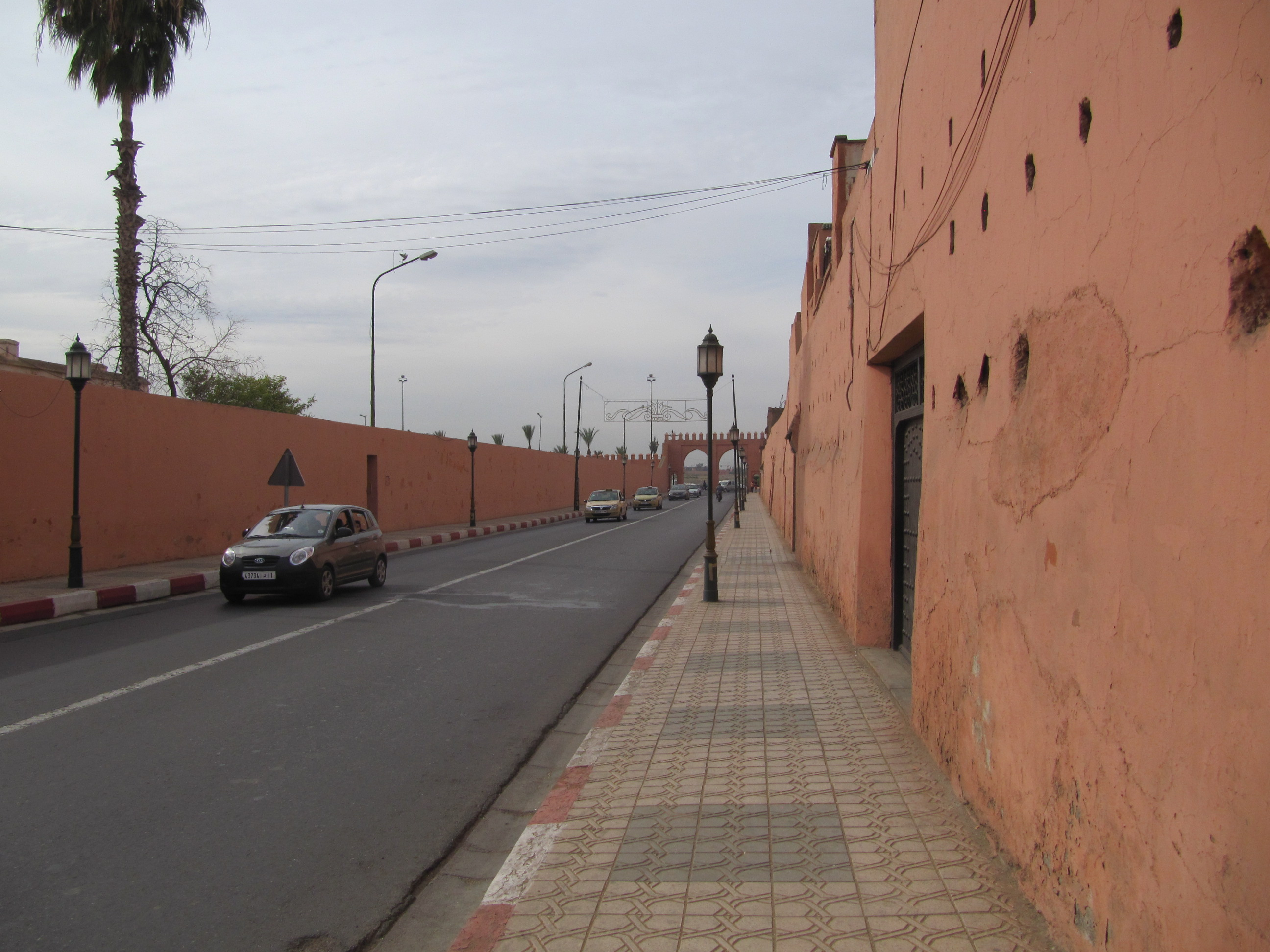
شارع باب إغلي، باتجاه الغرب تظهر بوابة باب إغلي.
  - باب الأخضر، مدخل القصر الملكي على الجانب الشمالي من المشور الداخلي
  - البوابة الشرقية للمشور الكبير
  - البوابة الغربية للمشور الكبير(المؤدية إلى شارع باب إغلي). البرج على اليمين هو مئذنة مسجد درب شتوكة السابق الذي يعود للقرن الثامن عشر.
  - شارع باب إغلي، باتجاه الغرب تظهر بوابة باب إغلي.

#### الأبواب السابقة للقصبة الموحدية
يوجد عدد من الأبواب في القصبة الموحدية الأصلية التي اختفت اليوم لكنها معروفة من مصادر تاريخية. كان للقصبة عدد من الأبواب الداخلية التي سمحت بالمرور بين مناطقها الرئيسية الثلاث، بالإضافة إلى عدد قليل من الأبواب الخارجية باستثناء باب أكناو. كان من بينهم:
- باب السادات: بينما كان باب أغناو المدخل العام الرئيسي للقصبة لعامة الناس، كان كبار المسؤولين وأفراد العائلة المالكة في النظام الموحد يدخلون عبر باب يعرف باسم باب السادات (يعني تقريبًا «بوابة اللوردات أو النبلاء»). يقع في الجدار الغربي الخارجي للقصبة، مما سمح لهم بدخول القصبة مباشرة دون الحاجة إلى المرور عبر المدينة. يؤدي الباب إلى الساحة الرئيسية (أسراق) في المنطقة الغربية الوسطى من القصبة، والتي بدورها سمحت بالوصول إلى قصور الخليفة. بالقرب من هذا الباب خارج الأسوار كانت مقبرة مهمة.

- باب السقايف: تعني «باب الرواق»، ويقع هذا الباب على طول الشارع الرئيسي الذي يربط الساحة الرئيسية (أسراق) في الجزء الغربي من القصبة بساحة رئيسية أخرى أمام جامع القصبة. ويحاط الشارع بأروقة بالكامل، ومن هنا جاء اسم الباب وليس بعيدًا عن باب السادات.

- باب الطبول: يقع هذا الباب في الطرف الشمالي من الشارع البورتوري الذي يمتد من باب السقاف ويسمح بالوصول إلى الساحة أمام جامع القصبة. كان الباب لا يزال موجودًا في القرن السادس عشر.[23]

- باب الرياض: (في إشارة إلى قصر به حديقة داخلية)، كان هذا المدخل الشخصي للخليفة إلى قصره.

- باب الغدر يعني «باب الخيانة»، هذ الباب غامض جزئيا حيث أشير إليه في مصادر تاريخية، وبما في ذلك حكاية أجبر فيها الخليفة أبو حفص عمر المرتضى على هدم الباب بينما كان يحاول الفرار من المدينة في 1266-67.

- باب القرنين بمعنى«بوابة الإسكافيين»، كان هذا باب خدمة للقصبة، يقع على جانبها الشمالي، ويسمح بالوصول إلى المدينة الرئيسية لشراء المزيد من الإمدادات.

- باب البستان ويعني «باب الحديقة»، يقع في الطرف الجنوبي من حي القص، وسمح بالمرور بين القصر وحدائق الأكدال إلى الجنوب من القصيبة. ويعتقد المؤرخ الفرنسي ديفيفردون أن الباب ربما كان في نفس موقع المدخل الرئيسي للقصر الملكي الحالي الذي يتماشى مع الحدائق.